# Проект «Подиум»
«Проект Подиум» (англ. Project Runway) — американское реалити-шоу, выходящее в США на телеканале Lifetime Television, изначально — на телеканале Bravo. Тема шоу — дизайн одежды. Ведущая первых 16 сезонов — модель Хайди Клум. В 17 сезоне ее сменила Карли Клосс.
Участники соревнуются друг с другом, создавая лучший наряд в определённое ведущими время, из определённых материалов и на определённую тему. Изготовленные ими наряды оцениваются судьями. Каждую неделю один или несколько дизайнеров выбывают.
4 июля 2006 года продюсеры шоу, компания Weinstein Company, объявили о новом пятилетнем контракте: начиная с шестого сезона Проект Подиум перешёл на телеканал Lifetime Television. В ответ компания NBC Universal начала судебный процесс против Weinstein Company из-за нарушения правил контракта. В сентябре 2008 года постановлением суда показ шоу был приостановлен до вынесения решения по делу.
1 апреля 2009 года судебное разбирательство между Weinstein Co. и NBC Universal было улажено путём выплаты компанией Weinstein телеканалу NBC необъявленной суммы за право перевести шоу на телеканал Lifetime. 6 сезон был выпущен в эфир на канале Lifetime 20 августа 2009 года. В Канаде премьера состоялась на канале Slice 12 сентября.

## Формат шоу
В Проекте Подиум в каждом эпизоде выбывает один из участников. Их количество постепенно уменьшается: от изначальных двенадцати или более модных дизайнеров до трёх в финальном испытании шоу. Задание каждого конкурса (в границах одного эпизода) требует от дизайнеров создать наряд из одного или нескольких предметов. В конце эпизода наряд демонстрируется моделью на подиуме.
Разнообразные испытания проверяют изобретательность дизайнеров в рамках их собственных эстетических предпочтений. Эти испытания могут заключаться в создании одежды из необычных материалов, таких как:
- вторсырьё (3 сезон);
- обстановка квартиры (3 сезон);
- покупки из продуктового магазина (1 и 5 сезоны);
- съедобные предметы (1 и 4 сезоны);
- цветы и растения (2 сезон);
- собственная одежда (2 сезон);
- создание наряда для знаменитости (например, для актрисы Брук Шилдс, фигуристки Саши Коэн или для мисс США Тары Коннер);
- создание наряда для линии модной одежды крупной компании (например, Banana Republic, Диана фон Фюрстенберг, Macy's INC, линия одежды Сары Джессики Паркер Bitten);
- или на определённую тему (коктейльное платье, свадебное платье, наряд для женщины-рестлера, платье для выпускного).

С первого по пятый сезон шоу снималось в Нью-Йорке (плюс небольшая остановка в Париже в третьем сезоне). Дизайнеры использовали мастерскую в школе дизайна Parsons School of Design. Материалы покупались в магазине тканей на Манхэттене, в районе Garment District, также известном как Центр Моды (обычно в магазине MOOD Designer Fabrics). Иногда задание предусматривает использование определенных материалов. Например, деним: джинсы и куртки фирмы Levi's, кондитерские изделия и сувениры в магазине Hershey's на Таймс-сквер, или ткань из магазина Spandex House, все в 4 сезоне).
На период шоу дизайнеры живут изолированно от внешнего мира, разделёнными по половому признаку группами в квартирах дома Atlas New York (здание рядом со школой дизайна Parsons School of Design) на протяжении сезонов с 1 по 3 (в 5 сезоне шоу снова вернулось в Atlas), а также в доме New Gotham в 4 сезоне. Вместе с переходом Проекта Подиум на телеканал Lifetime, шоу сменило местоположение с Нью-Йорка на Лос-Анджелес в 6 сезоне. Участникам проекта запрещено без разрешения покидать место жительства, вступать в несанкционированный контакт с семьёй и друзьями или использовать интернет. Также дизайнерам запрещено иметь при себе какие-либо обучающие книги по дизайну и шитью. В противном случае им грозит дисквалификация. Подобная ситуация произошла в 3 сезоне с дизайнером Китом Майклом.
Дизайнерам предоставляется ограниченное количество денег для покупки необходимых тканей, аксессуаров и расходных материалов. Время, отведённое на пошив, также ограничено (от половины дня до 2-3 дней). В основном дизайнеры работают по отдельности, независимо друг от друга, хотя на некоторых заданиях соперники должны работать в командах или как единая группа. По окончании времени задания дизайнеры должны одеть модель, выбрать причёску, макияж и аксессуары. Каждая модель проходит по подиуму. В это время сшитые наряды оцениваются группой судей, которые выставляют оценку общему образу и высказывают свои комментарии и соображения. Затем судьи задают возникшие вопросы шестёрке дизайнеров (трём дизайнерам с наивысшими оценками и трём — с наименьшими), и делятся своим мнением по поводу увиденного, в то время как соревнующиеся отстаивают свою точку зрения и защищают свои работы. Затем следует приватное совещание судей. После этого жюри объявляет дизайнера-победителя и дизайнера-проигравшего, согласно их оценкам и каким-либо своим соображениям. Как правило, победитель получает иммунитет на следующее соревнование и не может быть отсеян. Ближе к концу сезона, когда остается меньше половины участников, иммунитет отменяется, чтобы усложнить задачу для дизайнеров.
Кроме неприкосновенности на следующем задании, другие стимулы для победы на соревновании могут быть следующими: наряд победителя может появиться в печатной рекламе, выпущен ограниченным тиражом как часть линии одежды известного производителя, или продаваться в онлайн магазине (например, в магазине BlueFly.com начиная с 4 сезона). Проигравший участник выбывает из соревнования. Хозяйка и ведущая Проекта Подиум, супермодель Хайди Клум, на прощание целует проигравшего в обе щеки и произносит свою коронную фразу на немецком: Auf Wiedersehen (рус. «До свидания»).
После последнего испытания три оставшихся дизайнера должны создать коллекцию одежды из 12 образов, которая затем будет показана на Нью-Йоркской Неделе Моды в Брайант-парке. На это последнее задание финалистам отводится 12 недель и 8 тыс. долларов. Дизайнеры работают у себя дома или в своих рабочих студиях. Большая часть коллекции должна быть сделана непосредственно модельерами, но правила допускают возможность выполнения некоторых работ на стороне (например, плиссировка). До показа финалисты должны возвратиться в Нью-Йорк, чтобы провести кастинг моделей, определить макияж и причёски моделей, подогнать одежду, и, возможно, выполнить дополнительное задание: создать ещё один наряд для коллекции (2 сезон).
Их чеки и квитанции за услуги передаются продюсерам шоу для проверки того, уложились ли они в бюджет и не прибегали ли к помощи со стороны. Если правила нарушены, дизайнеры могут быть вынуждены исключить из коллекции свой главный эстетический фактор (как парики блондинок и плиссированные шорты у Джеффри Себелиа в 3 сезоне); или судьи могут понизить свои оценки, если они настаивают на применении запрещённых услуг (например, создание на стороне обуви для моделей, как у дизайнера Кары Саун в 1 сезоне). Окончательный победитель выбирается судьями и получает 100 тыс. долларов для запуска собственной линии одежды, разворот в журнале ELLE и контракт с агентством, представляющим интересы дизайнеров (контракт был в числе призов только до 3 сезона включительно). Также победителю предоставляется дополнительная возможность продавать свою коллекцию в онлайн магазине Bluefly.com. Ещё один приз — автомобиль фирмы Saturn.
Для моделей, участвующих в шоу, Проект тоже является соревнованием. Так как каждую неделю выбывает один дизайнер, число моделей также сокращается. В самом первом задании сезона модели распределяются по дизайнерам в произвольном порядке, но, начиная со второго задания и далее, дизайнеры могут выбирать себе модель, с которой они хотят работать. Во время еженедельного отбора моделей Хайди Клум и девушки стоят на подиуме перед сидящими перед ними дизайнерами. Модели босы и одеты только в короткие простые чёрные платья. Затем дизайнеры выбирают моделей в порядке, соответствующем их оценкам в предыдущем испытании. Обычно выбор моделей происходит в начале каждого эпизода сезона (за исключением первого). Победитель предыдущего задания выбирает первым. Чтобы определить порядок выбора моделей оставшимися дизайнерами, Хайди тянет из чёрного бархатного мешка большие красные пуговицы с их именами. Также бывали варианты, когда только модельер-победитель мог выбрать: оставить себе модель, с которой он выиграл конкурс, взять модель проигравшего или любую другую девушку из числа участвующих в шоу моделей.
Начиная с 6 сезона Проекта Подиум, соревнование моделей вылилось в ещё одно реалити-шоу, Models of the Runway. Также, как и дизайнеры, в конце каждой недели шоу проигравшая модель (девушка, которую не выбрали) выбывает. Проигравшую модель также целует Хайди и произносит Auf Wiedersehen. Модель выигравшего дизайнера участвует в фотосессии коллекции для разворота в ELLE. Однако некоторые испытания не требуют участия девушек-моделей. Например, конкурс на изменение образа дизайнера-конкурента (2 и 5 сезоны), создание модного образа для самого себя (3 сезон), создание мужской одежды (4 сезон) или наряда для определённого клиента (например, создать наряд из одежды женщин, сильно сбросивших в весе (для них же) или сшить костюм для девушек-рестлеров, все — 4 сезон).
Совместно с Клум судейскими обязанностями занимаются американский дизайнер Майкл Корс и фэшн-директор журналов Marie Claire и Elle Нина Гарсиа. Четвёртый судья, как правило, какой-либо модельер (Диана фон Фюрстенберг, Вера Вонг, Зак Позен, Остин Скарлетт, Франсиско Коста, Бетси Джонсон, Альберта Ферретти, Роберто Кавалли, Моник Люлье, Кэтрин Маландрино), супермодель (Иман или Алессандра Амбросио), знаменитость (Виктория Бекхэм, Сара Джессика Паркер, Кристина Агилера, Ники Хилтон, Натали Портман), или профессионал в области, которую затрагивает задание (Нэнси О’Делл, Рэйчел Зоуи, Тики Барбер, Аполо Антон Оно, Патриция Филд, Иванка Трамп).
Тим Ганн, бывший преподаватель школы дизайна Parsons School of Design, а на данный момент главный креативный директор фирмы Liz Claiborne Inc., выступает в роли наставника дизайнеров и не участвует в судействе. Вместо этого он навещает участников в середине выполнения задания, комментирует и предлагает пути улучшения нарядов, объявляет об изменениях в задании и сроках выполнения задачи. Также Тим Ганн обычно объявляет суть задания вместе с Хайди Клум и сопровождает дизайнеров во время похода в магазин тканей MOOD или поездках, экскурсиях, связанных с заданием. У Ганна есть и другие функции: он прощается с каждым исключённым из соревнования дизайнером и моделью и посещает дома каждого из дизайнеров-финалистов во время изготовления коллекции для последнего показа на Неделе Моды.

## Сезоны
| Сезон | Дата премьеры    | Победитель             | Финалист/Финалисты       | Остальные участники в порядке выбывания | Количество участников | Победившая модель |
| ----- | ---------------- | ---------------------- | ------------------------ | --- | --------------------- | ----------------- |
| 1     | 1 декабря 2004   | Джей МакКэрролл        | Кара Саун                | Дэниел Франко, Марио Каденас, Старр Илжофер, Ванесса Райли, Нора Калигари, Александра Видал, Кевин Джонн, Роберт Плоткин, Остин Скарлетт, Уэнди Пеппер                                                                                         | 12                    | Джулия Бейнон     |
| 2     | 7 декабря 2005   | Хлои Дао               | Дэниел Восовик           | Джон Уэйд и Хайди Стэдридж, Кирстен Эриг, Раймундо Бальтазар, Дэниел Франко, Гвадалупе Видал, Марла Дуран и Дайана Энг, Эмметт МакКарти, Зулима Гриффин, Андре Гонзало, Ник Верреос, Кара Дженкс, Сантино Райс                                 | 16                    | Грэйс Келси       |
| 3     | 5 июля 2006      | Джеффри Себелиа        | Ули Херцнер              | Стейси Эстрелла, Малан Бретон, Кэтрин Гердес, Кит Майкл, Бонни Домингез, Бредли Бомкирхнер, Элисон Келли, Роберт Бест, Анджела Кеслар, Винсент Либретти, Кейн Гилласпи, Майкл Найт, Лора Беннетт                                               | 15                    | Мэрилинда Ривера  |
| 4     | 14 ноября 2007   | Кристиан Сириано       | Рами Кашу                | Симон ЛеБланк, Марион Ли, Кармен Уэббер, Джек Макенрот, Стивен Розенгард, Элиза Хименез, Кевин Кристиана, Кристина «Кит Пистол» Скарбо, Виктория Хонг, Рикки Лизальде, Кейтлин «Свит Пи» Вон, Крис Марч, Джиллиан Льюис                        | 15                    | Лиза Нарджи       |
| 5     | 16 июля 2008     | Лиэнн Маршалл          | Корто Момолу             | Джерри Тэм, Уэсли Наулт, Эмили Брэндл, Дженнифер Дидрих, Келли Мартин, Дэниел Фелд, Кит Брайс, Стелла Зотис, Блейн Уолш и Терри Стивенс, Джо Фарис, Стивен «Суэйд» Баум, Джерелл Скотт, Кенли Коллинс                                          | 16                    | Тиа Шипмэн        |
| 6     | 20 августа 2009  | Ирина Шабаева          | Алтея Харпер             | Эри Фиш, Мелвин Виен, Митчелл Холл, Кристал Фрейзер, Джонни Сакалис, Ра’Мон Лоуренс Коулман, Луиз Блэк, Родни Эпперсон, Ширин Аскари, Николас Путвински, Логан Нитзель, Кристофер Страуб и Гордана Гельхаузен, Кэрол Ханна Уитфилд             | 16                    | Кейлин Хемфилл    |
| 7     | 14 января 2010   | Сет Аарон Хендерсон    | Эмилио Соса              | Кристиана Кинг, Памела Птак, Пинг Ву, Иисус Эстрада, Анна Линетт, Жанин-Мари Чекканти, Джесси ЛеНор, Бен Чмура, Эми Сараби, Майя Луз, Джонатан Питерс, Энтони Уилльямс, Джей Николас Сарио, Мила Германовски                                   | 16                    | Кристина Сайко    |
| 8     | 29 июля 2010     | Гретхен Джонс          | Мондо Гуэрра             | МакКелл Мэддокс, Джейсон Тройси и Николас Д’Аурицио, Сара Трост, Кристин Хаскинс Симмс, Эй Джей Тувенот, Пич Карр, Карлос Казанова, Майкл Драммонд, Айви Хига, Валери Майен, Кристофер Коллинс, Эйприл Джонстон, Майкл Костелло, Ари-Энди Саус | 17                    | Миллана Сноу      |
| 9     | 28 июля 2011     | Аня Аюнг-Чи            | Джошуа МакКинли          | Рафаэль Кокс, Феллин Веллс, Джули Тьерни, Сесилия Мотвани, Даниэль Эверин, Джошуа Кристенсен, Бекки Росс, Брайс Блэк, Оливер Грин, Энтони Райан Олд, Берт Китер, Лаура Кейтлин Планк, Кимберли Голдсон, Виктор Луна                            | 16                    | Света Глебова     |
| 10    | 19 июля 2012     | Дмитрий Шолохов        | Фабио Коста              | Беатрис Гуапо, Ленти Фостер, Андреа Катз, Куэн Косуке, Баффи Джашанмал, Рауль Осорио, Нэйтан Пол, Алиша Хардести, Ганнер Детерейдж, Вен Будху, Елена Сливняк, Сонджа Уилльямс, Кристофер Палу, Мелисса Флис                                    | 16                    | Кэт Вогель        |
| 11    | 24 января 2013   | Мишель Лесняк Франклин | Патрисия Майклс          | Эмили Поллард, Джеймс Мартинез, Синди Марлатт, Джозеф Аарон Сегал, Мэттью Артур, Бенджамин Мак, Ту Сутиват Накчат и Кейтлин "Кейт" Пэнкоук, Аманда Валентайн, Саманта Блэк, Ричард Холлмарк, Лайана Агилар, Дэниел Эскьювел, Стэнли Хадсон     | 16                    | Лиза Джексон      |
| 12    | 18 июля 2013     | Дом Стритер            | Александриа фон Бромссен | Анджела Бэкскоки, Кахиндо Матин, Тимоти Вестбрук, Сандро Масманиди, Сью Уоллер, Миранда Кей Леви, Карен Беттс, Джереми Брендрик, Кен Лоуренс, Александер Поуп и Кейтлин "Кейт" Пэнкоук, Хелен Кастилло, Брейдон МакДональд, Джастин ЛеБланк    | 16                    | Рэйуана Элейс     |
| 13    | 24 июля 2014     | Шон Патрик Келли       | Аманда Валентайн         | Джефферсон Мусанда, Кэрри Слуцкая, Анджела Сам, Эрнан Ландер, Митчелл Перри, Кристин Гуико, Саманта Пласенсия, Фейд Цу Грау, Сандхия Гарг, Александр Нокс, Корина Эммерих, Эмили Пэйн, Чаркетта «Чар» Гловер, Кини Замора                      | 16                    | Ализар Айлабони   |
| 14    | 6 августа 2015   | Эшли Нелл Типтон       | Келли Демпси             | Дункан Чемберс-Уотсон, Дэвид Джиампикколо, Ханмяо Янг, Габриэль Арруда, Аманда Перна, Блейк Паттерсон, Джейк Уолл, Джозеф Чарльз Поли, Линдси Крил, Лори Андервуд, Сайша Шинди, Мерлин Лабиссьер, Кэндис Куоко, Эдмонд Ньютон                  | 16                    | Оби Джоликьюр     |
| 15    | 15 сентября 2016 | Эрин Робертсон         | Робери Парра             | Иан Харгров, Линда Маркус, Кимбер Ричардсон, Сара Донофрио, Алекс Снайдер, Таша Хендерсон, Брик Аллен, Дженни Ричетти, Наталья ДжейМаг, Декстер Симонс, Ма-Джинг Вонг, Корнелиус Ортиз, Рик Вилла, Лоуренс Басс                                | 16                    | Шерика Майнард    |
| 16    | 17 августа 2017  | Кентаро Камейама       | Айана Ифе                | Винсент ''ЧаЧа'' Нии, Синтелл МакДональд, Кудзанай Каридза, Дейонте Везер, Аарон Майерс, Саманта Рей, Шон Бьютендроп, Клер Бьютендроп, Батани Кхалфани, Эми Бонд, Майкл Брамбилла, Кенья Фриман, Маргарита Альварез, Брендон Кии               | 16                    | Санита Андерсон   |
| 17    | 14 марта 2019    | Себастьян Грей         | Эстер Саншайн            | Кавана Бейкер, Фрэнки Льюис, Надин Ралифорд, Афа А Лу, Ковид Капур, Ракан Шамс Алдин, Соня Каспарян, Рене Хилл, Лила Орр, Венни Этайн, Джамал Остерхолм, Тесса Кларк, Бишми Кромарти, Гэри «Гаро Спаро» Спампинато                             | 16                    | Нора Соммеркамп   |
| 18    | 5 декабря 2019   | Джеффри Мак            | Нэнси Вольпе-Берингер    | Дженн Чарков, Асма Биби, Вероника Шиффер, Алан Гонзалез, Тайлер Низлони, Мелани Трюгг, Шави Льюис, Дайонг Ким, Челси Картер, Делвин МакКрей, Бриттани Аллен, Маркиз Фостер, Виктория Кочиеру, Серхио Гуадарама                                 | 16                    | Тиджин Бол        |
| 19    | 14 октября 2021  | Шанталь Лакайо         | Чейсити Сириал           | Кейси Блэк, Мег Фергюсон, Кеннет Бэрлис, Даррен Аполонио, Сабрина Спанта, Кэти Кортман, Октавио Агилар и Зейден Шкипер, Прадже Оскар Жан-Баптист, Анна Юнан Чжоу, Аарон Майкл, Боунс Джонс, Кристина Харлашкина, Корал Кастильо                | 16                    | ТВА               |

### Обзор
| Сезон | Начало сезона    | Финал сезона    | Количество дизайнеров | Победитель             | Второе место             | Третье место        | Четвёртое место     | Призы победителя | Призы победившей модели                       |
| ----- | ---------------- | --------------- | --------------------- | ---------------------- | ------------------------ | ------------------- | ------------------- | --- | --------------------------------------------- |
| 1     | 1 декабря 2004   | 23 января 2005  | 12                    | Джей МакКэрролл        | Кара Саун                | Уэнди Пеппер        |                     | — $100,000 для запуска собственной коллекции; — сотрудничество с Banana Republic; — статья в журнале ELLE.                                                                                                | — разворот в журнале ELLE                     |
| 2     | 7 декабря 2005   | 8 марта 2006    | 16                    | Хлои Дао               | Дэниел Восовик           | Сантино Райс        |                     | — $100,000 для запуска собственной коллекции; — сотрудничество с Banana Republic; — статья в журнале ELLE; — год услуг от Designers Management Agency; — автомобиль Saturn Sky 2007 года.                 | — разворот в журнале ELLE                     |
| 3     | 12 июля 2006     | 18 октября 2006 | 15                    | Джеффри Себелиа        | Ули Херцнер              | Лора Бенетт         | Майкл Найт          | — $100,000 для создания собственной коллекции; — сотрудничество с Inter-National Concepts Design; — статья в журнале ELLE; — год услуг от Designers Management Agency; — автомобиль Saturn Sky 2007 года. | — разворот в журнале ELLE                     |
| 4     | 14 ноября 2007   | 5 марта 2008    | 15                    | Кристиан Сириано       | Рами Кашу                | Джиллиан Льюис      |                     | — $100,000 для создания собственной коллекции; — статья в журнале ELLE; — возможность продавать свою линию одежды на BlueFly.com; — автомобиль Saturn Astra 2008 года.                                    | — разворот в журнале ELLE                     |
| 5     | 16 июля 2008     | 15 октября 2008 | 16                    | Лиэнн Маршалл          | Корто Момолу             | Кенли Коллинз       |                     | — $100,000 для создания собственной коллекции; — статья в журнале ELLE; — возможность продавать свою линию одежды на BlueFly.com; — автомобиль Saturn Vue 2009 года.                                      | — разворот в журнале ELLE                     |
| 6     | 20 августа 2009  | 19 ноября 2009  | 16                    | Ирина Шабаева          | Алтеа Харпер             | Кэрол Ханна Уитфилд |                     | — $100,000 для запуска собственной коллекции; — статья в журнале Marie Claire; — оплаченная поездка в Париж.                                                                                              | — $25,000; — разворот в журнале Marie Claire. |
| 7     | 14 января 2010   | 22 апреля 2010  | 16                    | Сет Аарон Хендерсон    | Эмилио Соса              | Мила Германовски    |                     | — $100,000 для создания собственной коллекции; — статья в журнале Marie Claire; — возможность продавать свою линию одежды на BlueFly.com; — $50,000 и комплект технологий Hewlett-Packard.                | — $25,000; — разворот в журнале Marie Claire. |
| 8     | 29 июля 2010     | 28 октября 2010 | 17                    | Гретхен Джонс          | Мондо Гуэрра             | Ари-Энди Саус       |                     | — $100,000 для создания собственной коллекции; — статья в журнале Marie Claire; — возможность продавать свою линию одежды на Piperlime.com; — $50,000 и комплект технологий Hewlett-Packard.              | — $25,000; — разворот в журнале Marie Claire. |
| 9     | 28 июля 2011     | 27 октября 2011 | 16                    | Аня Аюнг Чи            | Джошуа МакКинли          | Виктор Луна         | Кимберли Голдсон    | — $100,000 для создания собственной коллекции; — статья в журнале Marie Claire; — возможность продавать свою линию одежды на Piperlime.com; — $50,000 и комплект технологий Hewlett-Packard.              | — $25,000; — разворот в журнале Marie Claire. |
| 10    | 19 июля 2012     | 18 октября 2012 | 16                    | Дмитрий Шолохов        | Фабио Коста              | Мелисса Флейс       | Кристофер Палу      | |                                               |
| 11    | 24 января 2013   | 2 мая 2013      | 16                    | Мишель Лесняк Франклин | Патрисия Майклс          | Стэнли Хадсон       |                     | |                                               |
| 12    | 18 июля 2013     | 17 октября 2013 | 16                    | Дом Стритер            | Александрия Вон Бромссен | Джастин ЛеБланк     | Брэйдон МакДональд  | |                                               |
| 13    | 24 июля 2014     | 23 октября 2014 | 19                    | Шон Патрик Келли       | Аманда Валентайн         | Кини Замора         | Чар Гловер          | |                                               |
| 14    | 6 августа 2015   | 12 ноября 2015  | 16                    | Эшли Нил Типтон        | Келли Демпси             | Эдмонд Ньютон       | Кэндис Куоко        | |                                               |
| 15    | 15 сентября 2016 | 29 декабря 2016 | 16                    | Эрин Робертсон         | Робери Парра             | Лоуренс Басс        | Рик Вилла           | |                                               |
| 16    | 17 августа 2017  | 30 ноября 2017  | 16                    | Кентаро Камейама       | Айана Ифе                | Брендон Кии         | Маргарита Альварез  | |                                               |
| 17    | 14 марта 2019    | 13 июня 2019    | 16                    | Себастьян Грей         | Эстер Саншайн            | Гаро Спаро          |                     | |                                               |
| 18    | 5 декабря 2019   | 12 марта 2020   | 16                    | Джеффри Мак            | Нэнси Вольпе-Берингер    | Серхио Гуадарама    | Виктория Кочиеру    | |                                               |
| 19    | 14 октября 2021  | 3 февраля 2022  | 16                    | Шанталь Лакайо         | Чейсити Сириал           | Корал Кастильо      | Кристина Харлашкина | |                                               |

### Первый сезон
Первый сезон Проекта Подиум стартовал 1 декабря 2004 года. Проект сразу же получил одобрение критиков и номинацию на премию «Эмми» как лучшее соревновательное реалити-шоу. Аудитория шоу от начала Проекта до финального эпизода значительно выросла, Проект неожиданно стал большим хитом. Это шоу стало одним из самых успешных на телеканале Bravo со времен другого шоу, Queer Eye for the Straight Guy.
Победителем первого сезона стал дизайнер из Пенсильвании Джей МакКэрролл. Второй стала Кара Саун, третьей — Уэнди Пеппер. Как приз за победу в соревновании 12 дизайнеров МакКэрролл имел право получить 100 тыс. долларов, стажировку в фирме Banana Republic, которая помогла бы ему создать свой лейбл одежды (от обоих призов он отказался), и появление его коллекции в американском издании журнала Elle. Моделью, которая победила вместе с дизайнером, была Джулия Бейнон. Проигравшие девушки — Дженни Тот (модель Кары Саун) и Мелисса Харо (модель Уэнди Пеппер).
Любимец публики Остин Скарлетт создал коллекцию-приманку для Недели Моды после того, как его исключили в противоречивом задании: создании для Нэнси О’Делл костюма для церемонии «Грэмми», который вызвал недовольство у поклонников шоу. Его появление на Неделе Моды было уловкой: продюсеры были обеспокоены тем, что личности трёх финалистов шоу будут рассекречены до того, как будет показан финал сезона Проекта Подиум. В дальнейшем этот приём был взят продюсерами на вооружение.
В 2008 году Джей МакКэрролл, совместно с Here! Films, выпустил полнометражный документальный фильм «11 минут». Документальный фильм запечатлел жизнь Джея после Проекта Подиум, а именно подготовку длиной в год к его первому независимому показу на Нью-Йоркской Неделе Моды в Брайант-Парке и последующей продаже его линии одежды магазинам. Также в 2008 году Джей запустил собственный онлайн бутик The Colony.
Участниками сезона были: Джей МакКэрролл, Кара Саун, Уэнди Пеппер, Остин Скарлетт, Роберт Плоткин, Кевин Джонн, Александра Видал, Нора Калигари, Ванесса Райли, Старр Илжофер, Марио Каденас и Дэниел Франко.
| Дизайнеры        | 1    | 2    | 3 1  | 4    | 5    | 6    | 7    | 8 3  | 9   | 10 — 11      | Названия эпизодов                |
| ---------------- | ---- | ---- | ---- | ---- | ---- | ---- | ---- | ---- | --- | ------------ | -------------------------------- |
| Джей МакКэрролл  | IN   | IN   | HIGH | IN   | HIGH | HIGH | HIGH | HIGH | LOW | ПОБЕДИТЕЛЬ   | 10, 11 — Финал                   |
| Кара Саун        | IN   | WIN  | IN   | IN   | WIN  | IN   | WIN  | WIN  | LOW | Второе место | 10, 11 — Финал                   |
| Уэнди Пеппер     | LOW  | LOW  | WIN  | LOW  | IN   | LOW  | LOW  | LOW  | WIN | Третье место | 10, 11 — Финал                   |
| Остин Скарлетт   | WIN  | IN   | LOW  | LOW  | LOW  | WIN  | LOW  | LOW  | OUT |              | 9 — Дизайн Для Red Carpet        |
| Роберт Плоткин   | IN   | HIGH | LOW  | IN   | IN   | HIGH | HIGH | OUT  |     |              | 8 — Форма Для Почтовой Службы    |
| Кевин Джонн      | IN   | IN   | IN   | WIN  | IN   | LOW  | OUT  |      |     |              | 7 — Коллекция Дизайнеров         |
| Александра Видал | IN   | IN   | HIGH | HIGH | IN   | OUT  |      |      |     |              | 6 — Всплеск Эмоций               |
| Нора Калигари    | HIGH | LOW  | IN   | LOW2 | OUT  |      |      |      |     |              | 5 — Свадебные Платья Для Моделей |
| Ванесса Райли    | HIGH | IN   | IN   | OUT  |      |      |      |      |     |              | 4 — Командный Конкурс            |
| Старр Илжофер    | LOW  | LOW  | OUT  |      |      |      |      |      |     |              | 3 — Коммерческий Конкурс         |
| Марио Каденас    | IN   | OUT  |      |      |      |      |      |      |     |              | 2 — Зависть                      |
| Дэниел Франко    | OUT  |      |      |      |      |      |      |      |     |              | 1 — Инновация                    |

Условные обозначения
     Зелёный цвет и Победитель — дизайнер победил в Проекте Подиум.
     Голубой цвет и WIN — дизайнер победил в состязании.
     Бирюзовый цвет и HIGH — дизайнер занял второе место в состязании.
     Светло-голубой цвет и HIGH — дизайнер набрал высокие баллы в состязании, но не выиграл.
     Розовый цвет и LOW — дизайнер показал плохой результат в состязании, но не был исключён.
     Оранжевый цвет и LOW — дизайнер был в двойке худших, но не был исключён; оранжевый цвет и HIGH — дизайнер набрал высокие баллы, но был в двойке худших.
     Красный цвет и OUT — дизайнер выбыл из состязания, как показавший худший результат.
- ↑ : Вместо получения иммунитета платье Венди Пеппер было выставлено на продажу в магазинах Banana Republic по всей стране, а также в интернет-магазине в рамках зимней коллекции.
- ↑ : Несмотря на то, что команда Норы была объявлена победителем, её работа была негативно оценена.
- ↑ : Начиная с этого состязания, иммунитет отменён из-за количества оставшихся участников.

#### Релиз DVD
29 ноября 2005 года Miramax выпустил первый сезон Проекта Подиум на DVD.

### Второй сезон
Второй сезон начался 7 декабря 2005 года. После общенационального поиска ранее в том же году, шестнадцать дизайнеров были выбраны в качестве полуфиналистов и привезены в Нью-Йорк в июне 2005. После первого задания, названного Road To The Runway (рус. Путь к Подиуму), было выбрано 14 модельеров, которые смогли продолжить соревнование. Дизайнер-победитель, Хлои Дао из Хьюстона, получила в качестве приза 100 тыс. долларов наличными для запуска собственной линии одежды, годовой контракт с агентством Designers Management Agency, представляющим интересы дизайнеров, автомобиль Saturn Sky, разворот в журнале Elle, стажировку в команде дизайнеров компании Banana Republic. Майкл Корс и Нина Гарсиа снова стали судьями Проекта Подиум. Оставшееся место в судейском жюри занимал каждый раз новый судья, который имел непосредственное отношение к теме конкурса. Тим Ганн, преподаватель школы дизайна Parsons School of Design, остался в том же качестве наставника дизайнеров. Победителем стала Хлои Дао (в паре с моделью Грейс Келси), второе и третье места заняли Дэниэл Восовик и Сантино Райс соответственно.
Во втором сезоне шоу принимали участие: Хлои Дао, Дэниел Восовик, Сантино Райс, Кара Дженкс, Ник Верреос, Андре Гонзало, Зулима Гриффин, Эмметт МакКарти, Дайана Энг, Марла Дуран, Гвадалупе Видал, Дэниел Франко, Раймундо Бальтазар, Кирстен Эриг, Хайди Стэдридж и Джон Уэйд.
| Дизайнеры          | 1 1 | 2    | 3 2  | 4    | 5 3  | 6 4  | 7 5  | 8    | 9    | 10 6 | 11 7 | 12         | Названия эпизодов         |
| ------------------ | --- | ---- | ---- | ---- | ---- | ---- | ---- | ---- | ---- | ---- | ---- | ---------- | ------------------------- |
| Хлои Дао           | IN  | WIN  | IN   | LOW  | HIGH | HIGH | HIGH | HIGH | HIGH | WIN  | LOW  | Победитель | 12 — Финал                |
| Дэниел Восовик     | IN  | IN   | IN   | WIN  | IN   | WIN  | IN   | WIN  | WIN  | LOW  | WIN  | 2-Е МЕСТО  | 12 — Финал                |
| Сантино Райс       | WIN | HIGH | HIGH | LOW  | WIN  | LOW  | LOW  | LOW  | LOW  | LOW  | HIGH | 3-Е МЕСТО  | 12 — Финал                |
| Кара Дженкс        | IN  | IN   | LOW  | LOW  | IN   | IN   | LOW  | LOW  | HIGH | HIGH | OUT  |            | 11 — Какая У Тебя Линия?  |
| Ник Верреос        | IN  | IN   | WIN  | LOW  | HIGH | LOW  | IN   | LOW  | LOW  | OUT  |      |            | 10 — Макияж               |
| Андре Гонзало      | IN  | LOW  | LOW  | HIGH | IN   | WIN  | IN   | HIGH | OUT  |      |      |            | 9 — Цветочная Сила        |
| Зулима Гриффин     | IN  | LOW  | IN   | HIGH | IN   | IN   | WIN  | OUT  |      |      |      |            | 8 — Вдохновение           |
| Эмметт МакКарти    | IN  | IN   | IN   | LOW  | IN   | HIGH | OUT  |      |      |      |      |            | 7 — По Тонкому Льду       |
| Дайана Энг         | LOW | IN   | IN   | IN   | LOW  | OUT  |      |      |      |      |      |            | 6 — Рассматривание Витрин |
| Марла Дуран        | IN  | IN   | LOW  | IN   | LOW  | OUT  |      |      |      |      |      |            | 6 — Рассматривание Витрин |
| Гвадалупе Видал    | IN  | IN   | IN   | IN   | OUT  |      |      |      |      |      |      |            | 5 — Социальная Сцена      |
| Дэниел Франко      | LOW | HIGH | IN   | OUT  |      |      |      |      |      |      |      |            | 4 — Команда Нижнего Белья |
| Раймундо Бальтазар | IN  | IN   | OUT  |      |      |      |      |      |      |      |      |            | 3 — Все В Наряде          |
| Кирстен Эриг       | IN  | OUT  |      |      |      |      |      |      |      |      |      |            | 2 — Одежда С Твоей Спины  |
| Хайди Стэдридж     | OUT |      |      |      |      |      |      |      |      |      |      |            | 1 — Дорога К Подиуму      |
| Джон Уэйд          | OUT |      |      |      |      |      |      |      |      |      |      |            | 1 — Дорога К Подиуму      |

     Зелёный цвет и ПОБЕДИТЕЛЬ — дизайнер победил в Проекте Подиум.
     Голубой цвет и WIN — дизайнер победил в состязании.
     Красный цвет и OUT — дизайнер выбыл из состязания, как показавший худший результат.
     Бирюзовый цвет и HIGH — дизайнер занял второе место в состязании.
     Светло-голубой цвет и HIGH — дизайнер набрал высокие баллы в состязании, но не выиграл.
     Розовый цвет и LOW — дизайнер показал плохой результат в состязании, но не был исключён.
     Оранжевый цвет и LOW — дизайнер был в двойке худших, но не был исключён.
- ↑ : Так как это было отборочное испытание для вступления во второй сезон, то Сантино не получил иммунитет.
- ↑ : В этом конкурсе победитель не получил иммунитет, так как компания Mattel выпустит куклу в эксклюзивной серии в наряде победителя, повторённом в миниатюре для Барби, на коробке также будет размещено имя и фотография Ника.
- ↑ : Сантино не получил иммунитет, так как его платье будет передано Ники Хилтон.
- ↑ : Наряд победителей будет продаваться в избранных магазинах Banana Republic и на их сайте, поэтому Дэниэл и Андрэ не получили иммунитет.
- ↑ : Зулиме не был дан иммунитет, так как её наряд Саша Коэн наденет на соревнования.
- ↑ : Начиная с этого состязания, иммунитет отменён из-за количества оставшихся участников.
- ↑ : Наряд, созданный Дэниэлом, модель Иман наденет на красную дорожку одного мероприятия.

#### Релиз DVD
27 июня 2006 года компания Weinstein Company выпустила второй сезон Проекта Подиум на DVD.

### Третий сезон
Хайди Клум, Тим Ганн, Нина Гарсиа и Майкл Корс продолжили своё участие в третьем сезоне шоу, который начался 12 июля 2006 года. У Проекта появились новые спонсоры, сеть магазинов Macy's заменила компанию Banana Republic.
В этом сезоне Кит Майкл стал первым дизайнером, которого попросили покинуть шоу за многочисленные нарушения правил. Его застали за использованием запрещённых обучающих пособий. Также он покидал место проведения шоу на несколько часов, в течение которых использовал интернет. Впервые финалистами шоу было выбрано не три, а четыре дизайнера (Джеффри Себелиа, Лора Беннетт, Ули Херцнер и Майкл Найт). В этом сезоне не было коллекции-приманки, которая служила бы привлекающим фактором для финала шоу. Все они показали свои коллекции на Неделе Моды в Нью-Йорке.
В эпизоде «Воссоединение», показанном 4 октября, зрители выбрали голосованием Майкла Найта своим любимым дизайнером, в качестве приза он получил 10 тыс. долларов.
Финал сезона был показан 18 октября 2006 года, победителем судьи выбрали Джеффри Себелиа. Моделью, выигравшей вместе с Джеффри, стала Мэрилинда Ривера. Проигравшие дизайнеры и модели: Ули Херцнер (с моделью Назри Сегаро), Лора Беннетт (модель Камилла Барунги) и Майкл Найт (модель Кларисса Андерсон).
Джеффри Себелиа был обвинён Лорой Беннетт в привлечении помощи со стороны. Данный инцидент повлёк за собой расследование, в результате которого было объявлено, что Джеффри следовал всем указаниям. Не было найдено никаких нарушений правил, которые могли бы воспрепятствовать его участию в Неделе моды. Так как он не смог предоставить квитанцию или чек на плиссировку кожаных шорт, дизайнер был вынужден убрать их из коллекции. Также из-за превышения бюджета на 227.95 долларов не были использованы светловолосые парики, которые должны были быть на моделях.
Ули стала участницей, занявшей второе место. Судьи высоко оценили её коллекцию. Дизайнер Майкл Найт был первым выбывшим из четвёрки финалистов за его коллекцию «Городское Сафари». Майкл стал любимцем публики, но его коллекция не произвела должного впечатления на судей. Он также выбыл из-за недостаточного опыта в модной индустрии. Дизайнер Лора Беннетт была следующей выбывшей в финале. Она сделала коллекцию коктейльных платьев и вечерних нарядов. Судьи оценили то, как шикарно и дорого выглядела коллекция. В момент проведения шоу Лора была беременна своим шестым ребёнком. Победивший в Проекте Подиум Джеффри получил также в качестве приза разворот в журнале Elle и автомобиль 2007 года Saturn Sky Roadster. Подруга и сын дизайнера приехали на финал шоу, чтобы поддержать его.
В пятом сезоне шоу был проведен опрос среди зрителей, какие моменты предыдущих сезонов запомнились им больше всего. Третий сезон был отмечен дисквалификацией Кита, ссорами Джеффри с матерью участницы Анжелы и обвинение в адрес Себелиа по поводу финальной коллекции.
В этом сезоне принимали участие следующие дизайнеры: Джеффри Себелиа, Ули Херцнер, Лора Беннетт, Майкл Найт, Кейн Гилласпи, Винсент Либретти, Анджела Кеслар, Роберт Бест, Элисон Келли, Бредли Бомкирхнер, Бонни Домингез, Кит Майкл, Кэтрин Гердес, Малан Бретон, Стейси Эстрелла.
| Дизайнеры         | 1    | 21   | 3    | 42   | 53   | 6    | 74   | 8    | 95   | 10 6 | 11 7 | 12—13           | Названия эпизодов                        |
| ----------------- | ---- | ---- | ---- | ---- | ---- | ---- | ---- | ---- | ---- | ---- | ---- | --------------- | ---------------------------------------- |
| Джеффри Себелиа   | LOW  | IN   | IN   | HIGH | IN   | HIGH | LOW  | WIN  | WIN  | LOW  | LOW  | ПОБЕДИТЕЛЬ      | 11 — Собственное Мнение / 12, 13 — Финал |
| Ули Херцнер       | IN   | HIGH | WIN  | IN   | IN   | IN   | HIGH | LOW  | HIGH | LOW  | WIN  | Второе место    | 11 — Собственное Мнение / 12, 13 — Финал |
| Лора Беннетт      | HIGH | IN   | IN   | IN   | IN   | HIGH | HIGH | HIGH | LOW  | WIN  | LOW  | Третье место    | 11 — Собственное Мнение / 12, 13 — Финал |
| Майкл Найт        | IN   | IN   | IN   | IN   | WIN  | WIN  | HIGH | HIGH | LOW  | HIGH | LOW  | Четвёртое место | 11 — Собственное Мнение / 12, 13 — Финал |
| Кейн Гилласпи     | IN   | WIN  | IN   | IN   | HIGH | LOW  | LOW  | LOW  | LOW  | OUT  |      |                 | 10 — Чёрное И Белое                      |
| Винсент Либретти  | LOW  | LOW  | IN   | IN   | LOW  | LOW  | WIN  | LOW  | OUT  | OUT  |      |                 | 9 — Ручная Работа                        |
| Анджела Кеслар    | IN   | LOW  | LOW  | WIN  | HIGH | IN   | LOW  | OUT  |      | OUT  |      |                 | 8 — Мода Высокого Полёта                 |
| Роберт Бест       | HIGH | HIGH | IN   | LOW  | LOW  | IN   | OUT  |      |      |      |      |                 | 7 — Обычные Женщины                      |
| Элисон Келли      | IN   | IN   | HIGH | HIGH | IN   | OUT  |      |      |      |      |      |                 | 6 — Наряд Из Вторсырья                   |
| Бредли Бомкирхнер | IN   | IN   | HIGH | IN   | OUT  |      |      |      |      |      |      |                 | 5 — Икона Стиля                          |
| Бонни Домингез    | IN   | HIGH | IN   | OUT  |      |      |      |      |      |      |      |                 | 4 — Практично, Но Дорого                 |
| Кит Майкл         | WIN  | IN   | LOW1 | DQ2  |      |      |      |      |      |      |      |                 | 4 — Практично, Но Дорого                 |
| Кэтрин Гердес     | IN   | LOW  | OUT  |      |      |      |      |      |      |      |      |                 | 3 — Лучший Друг Дизайнера                |
| Малан Бретон      | IN   | OUT  |      |      |      |      |      |      |      |      |      |                 | 2 — Платье Для Королевы                  |
| Стейси Эстрелла   | OUT  |      |      |      |      |      |      |      |      |      |      |                 | 1 — Нестандартное Мышление               |

     Зелёный цвет и ПОБЕДИТЕЛЬ — дизайнер победил в Проекте Подиум.
     Голубой цвет и WIN — дизайнер победил в состязании.
     Бирюзовый цвет и HIGH — дизайнер занял второе место в состязании.
     Светло-голубой цвет и HIGH — дизайнер набрал высокие баллы в состязании, но не выиграл.
     Розовый цвет и LOW — дизайнер показал плохой результат в состязании, но не был исключён.
     Оранжевый цвет и LOW — дизайнер был в двойке худших, но не был исключён.
     Красный цвет и OUT — дизайнер выбыл из состязания, как показавший худший результат.
     Тёмно-красный цвет и DQ — дизайнер был дисквалифицирован.
- ↑ : Помимо полученного иммунитета, вечернее платье от Кейна на конкурс «Мисс Вселенная» наденет Мисс США-2006 Тара Коннер.
- ↑ : У дизайна Кита Майкла была высокая оценка, но он был наказан за то, что не сделал костюм для собаки.
- ↑ : Наряд, созданный командой Анджелы, будет продаваться в магазинах компании Macy's в рамках бренда INC, а также выставлен на витрине в одном из главных магазинов Macy's в Нью-Йорке. Поэтому сама Анджела иммунитет не получила.
- ↑ : Кит Майкл был дисквалифицирован за то, что вопреки контракту, он оставил у себя книги по кройке и шитью, а также без разрешения продюсеров ушёл со съемочной площадки, чтобы воспользоваться интернетом.
- ↑ : Майкл не получил иммунитет, так как его наряд продемонстрирует его модель в журнале Elle в качестве рекламы одного из новых спонсоров третьего сезона шоу, средств для волос TRESemme.
- ↑ : В этом конкурсе Винсент не получил иммунитет по условиям состязания, так как к этому моменту продюсеры решили, что особый приз за победу — это возможность вернуться в борьбу за попадание на неделю моды в случае, если его отсеют.
- ↑ : С этого конкурса иммунитет отменён.
- ↑ : Выбывшие дизайнеры, победившие хоть один раз, были возвращены для участия в этом состязании.
- ↑ : Все четыре дизайнера были допущены на Неделю Моды. Помимо этого, платье Ули появится на первой странице модного раздела журнала Elle, фотографом выступит Жиль Бенсимон.

#### Релиз DVD
6 ноября 2007 года компания Weinstein Company выпустила третий сезон Проекта Подиум на DVD.

### Четвёртый сезон
Отбор участников для четвёртого сезона Проекта начался в апреле и продолжался в июне и июле 2007 года. Премьера четвёртого сезона прошла 14 ноября 2007 года. Хозяйкой Проекта осталась Хайди Клум, наставником дизайнеров — Тим Ганн. Ранее в этом году Ганн занял должность креативного директора компании Liz Claiborne Inc. Участники кастинга для четвёртого сезона были показаны в эпизодах шоу Тима Ганна Tim Gunn's Guide to Style (рус. Гид по стилю от Тима Ганна).
В этом сезоне впервые участник выбыл по медицинским показаниям. Джек Макенрот покинул шоу в пятом эпизоде сезона. Его заменил Крис Марч, выбывший в предыдущем эпизоде.
Также впервые в этом сезоне финалистами было выбрано четыре дизайнера, все они создали коллекции для Недели Моды. Но только три участника продолжили соревнование и показали свои коллекции на Неделе Моды в Нью-Йорке. Кристиан Сириано, победивший в последнем соревновании, уверенно стал финалистом шоу, который покажет свою коллекцию на подиуме Нью-Йорка. Джиллиан Льюис, ставшая второй в последнем испытании, также имела гарантированное место на Неделе Моды. Дизайнеры Рами Кашу и Крис Марч должны были создать коллекцию одежды, выбрать из неё три лучших наряда и представить их перед судьями. Исходя из этих трёх нарядов судейское жюри должно было выбрать третьего участника Недели Моды в Брайант-парке. Им стал Рами, Крис выбыл.
Кэйтлин «Свит Пи» Вон, дизайнер, выбывшая последней, перед финалом, создала коллекцию-приманку для Недели Моды, как и Крис Марч, выбывший в первой части финала. Сириано выиграл 10 тыс. долларов как Любимец Публики в четвёртом сезоне. Такой же Любимец Публики, но из третьего сезона, Майкл Найт, принёс Кристиану чек в эпизоде «Воссоединение» (англ. Reunion). Показав в последние дни Недели Моды свою коллекцию, Кристиан победил других участников, Джиллиан и Рами, и стал четвёртым и самым молодым победителем Проекта Подиум. Вместе с ним выиграла и его модель, Лиза Нарги, получившая в качестве приза участие в модной съёмке коллекции Кристиана для журнала Elle. Модели дизайнеров, занявших 2-е и 3-е места: Сэм Руггиеро (модель Рами Кашу) и Лорен Браун (модель Джиллиан Льюис). Также впервые в этом сезоне в финальном показе модели-участницы шоу не показывали одежду своих дизайнеров.
В пятом сезоне было проведено голосование среди зрителей, какие 22 момента предыдущих сезонов запомнились им больше всего. В четвёртом сезоне они отметили то, как Майкл Корс выходит из себя; то, как Элиза наносила метки на ткань плевками; то, как дизайнеры обсуждали свои прозвища, если бы они занимались рестлингом; уход Джека и возвращение Криса; конфликт между Кристианом и девочкой-подростком, для которой он шил платье на выпускной; как Сара Джессика Паркер удивила своим появлением дизайнеров и эпизод, когда Виктория Бекхэм сообщила Кристиану, что она надела бы любую вещь его дизайна.
Уже после финального эпизода шоу было ещё одно соревнование, «It’s Sew Not Over». Дизайнеров попросили создать коллекцию из трёх предметов, за которые будет проведено онлайн-голосование. Победительницей стала Джиллиан Льюис.
Все участники сезона: Кристиан Сириано, Рами Кашу, Джиллиан Льюис, Крис Марч, Кейтлин «Свит Пи» Вон, Рикки Лизальде, Виктория Хонг, Кристина «Кит Пистол» Скарбо, Кевин Кристиана, Элиза Хименез, Стивен Розенгард, Джек Макенрот, Кармен Уэббер, Марион Ли и Симон ЛеБланк.
| Дизайнеры                      | 1    | 21   | 3 2  | 4    | 53   | 6 4  | 7    | 8 5  | 96   | 10   | 117  | 128 | 13           | Названия эпизодов                |
| ------------------------------ | ---- | ---- | ---- | ---- | ---- | ---- | ---- | ---- | ---- | ---- | ---- | --- | ------------ | -------------------------------- |
| Кристиан Сириано               | HIGH | LOW  | IN   | IN   | WIN  | IN   | LOW  | WIN  | HIGH | HIGH | WIN  | ADV | ПОБЕДИТЕЛЬ   | 13 — Финал, Часть 2              |
| Рами Кашу                      | WIN  | IN   | IN   | HIGH | IN   | WIN  | LOW6 | LOW  | HIGH | LOW  | LOW  | ADV | Второе место | 13 — Финал, Часть 2              |
| Джиллиан Льюис                 | IN   | IN   | IN   | WIN  | HIGH | HIGH | IN   | HIGH | LOW  | HIGH | HIGH | ADV | Третье место | 13 — Финал, Часть 2              |
| Крис Марч                      | IN   | IN   | IN   | OUT  | LOW  | HIGH | IN   | HIGH | LOW  | WIN  | LOW  | OUT |              | 12 — Финал, Часть 1              |
| Кейтлин ''Свит Пи'' Вон        | IN   | HIGH | LOW  | HIGH | IN   | LOW  | HIGH | HIGH | HIGH | LOW  | OUT  |     |              | 11 — Искусство Моды              |
| Рикки Лизальде                 | LOW  | IN   | LOW  | LOW  | IN   | IN   | LOW  | LOW  | WIN  | OUT  |      |     |              | 10 — Сырой Талант                |
| Виктория Хонг                  | HIGH | WIN  | IN   | HIGH | IN   | LOW  | WIN  | HIGH | OUT  |      |      |     |              | 9 — Даже Дизайнеры Получают Блюз |
| Кристина ''Кит Пистол'' Скарбо | IN   | IN   | HIGH | IN   | IN   | IN   | IN   | OUT  |      |      |      |     |              | 8 — На Страже!                   |
| Кевин Кристиана                | IN   | HIGH | HIGH | HIGH | HIGH | IN   | OUT  |      |      |      |      |     |              | 7 — Чего Хочет Девушка           |
| Элиза Хименез                  | LOW  | HIGH | IN   | HIGH | LOW  | OUT  |      |      |      |      |      |     |              | 6 — Глаз Конфеты                 |
| Стивен Розенград               | IN   | LOW  | IN   | LOW  | OUT  |      |      |      |      |      |      |     |              | 5 — Что За Скинни?               |
| Джек Макенрот                  | IN   | IN   | WIN  | IN   | WD   |      |      |      |      |      |      |     |              | 4 — Законодатель Моды            |
| Кармен Уэббер                  | IN   | LOW  | OUT  |      |      |      |      |      |      |      |      |     |              | 3 — Гигант Моды                  |
| Марион Ли                      | IN   | OUT  |      |      |      |      |      |      |      |      |      |     |              | 2 — Я Начинаю Плакать            |
| Симон ЛеБланк                  | OUT  |      |      |      |      |      |      |      |      |      |      |     |              | 1 — Шейте Нам То, Что У Вас Есть |

     Зелёный цвет и ПОБЕДИТЕЛЬ — дизайнер победил в Проекте Подиум.
     Тёмно-зелёный цвет и ADV — дизайнер допущен к показу на Неделе моды.
     Голубой цвет и WIN — дизайнер победил в состязании.
     Бирюзовый цвет и HIGH — дизайнер занял второе место в состязании.
     Светло-голубой цвет и HIGH — дизайнер набрал высокие баллы в состязании, но не выиграл.
     Розовый цвет и LOW — дизайнер показал плохой результат в состязании, но не был исключён.
     Оранжевый цвет и LOW — дизайнер был в двойке худших, но не был исключён.
     Красный цвет и OUT — дизайнер выбыл из состязания, как показавший худший результат.
     Жёлтый цвет и WD — дизайнер сам покинул проект.
- ↑ : комплект из двух предметов одежды от Виктории и Кевина будет включён в линию BITTEN (осенне-зимняя коллекция) от Сары Джессики Паркер для продажи, поэтому Виктория не получила иммунитет.
- ↑ : наряд Джека наденет телеведущий Тики Барбер, поэтому дизайнеру не был дан иммунитет.
- ↑ : Джек Макенрот выбыл из-за болезни, поэтому для поддержания конкуренции между дизайнерами был возвращён последний выбывший дизайнер — Крис Марч.
- ↑ : все наряды будут проданы на аукционе коалиции «Молодые за Жизнь» (некоммерческая организация, помогающая молодым женщинам с раком груди), спонсорами которой выступают сеть магазинов сладостей Hershey’s.
- ↑ : Кристиан и Крис с их моделями в авангардном и адаптированном повседневном вариантах наряда появятся в рекламе средств для волос TRESemme в журнале Elle. Кроме этого, Кристиан получил иммунитет на следующее состязание.
- ↑ : Начиная с этого состязания, иммунитет отменён, а наряд Рики будет продан ограниченным тиражом на сайте бренда джинсовой одежды Levi’s.
- ↑ : Это испытание стало решающим для выбора трёх дизайнеров, которые покажут свои коллекции на неделе моды.
- ↑ : в данном состязании приняли участие только Крис Марч и Рами Кашу, где они показали 3 наряда, представляющие их коллекцию, чтобы судьи определились, кто же будет третьим финалистом.

#### Релиз DVD
4 ноября 2008 года компания Weinstein Company выпустила четвёртый сезон Проекта Подиум на DVD.

### Пятый сезон
Премьера пятого сезона состоялась в среду 16 июля 2008 года на телеканале Bravo. Хайди Клум вернулась в качестве ведущей так же как и Тим Ганн как наставник дизайнеров с 16 новыми претендентами на победу: Лиэнн Маршалл, Корто Момолу, Кенли Коллинз, Джерелл Скотт, Дэниэл Фелд, Джо Фарис, Кит Брайс, Келли Мартин, Стелла Зотис, Дженнифер Дидрих, Стивен «Суэйд» Баум, Эмили Брэндл, Терри Стивенс, Уэсли Наулт, Блейн Уолш и Джерри Тэм.
В первом эпизоде сезона был конкурс, повторяющий условия начального конкурса первого сезона: дизайнеры должны были создать наряд, используя то, что они смогли найти в продуктовом магазине сети Gristedes. Приглашённым судьёй стал Остин Скарлетт, участник первого сезона, победивший в аналогичном состязании. Эпизод был задуман как дань уважения к славе прошлых сезонов, ведь пятый сезон был последним на Bravo.
В этом сезоне также фигурирует больше звёзд, чем обычно: Натали Портман, Сандра Бернхард, Аполо Антон Оно, Брук Шилдс, Ру Пол, LL Cool J выступали в качестве приглашённых судей. Дженнифер Лопес также должна была быть приглашённым судьей в финале, но повредила ногу, так что Тим Ганн занял её место.
Впервые за существование проекта шесть человек показали коллекции для недели моды: финалисты, а также Джо Фарис и Стивен «Суэйд» Баум, последние два выбывших дизайнера, и Джерел Скотт, который был исключён в первой части финала.
Впервые финалистами были только женщины (Кенли Коллинз, Корто Момолу и Лиэнн Маршалл). Вторая часть финала вышла в эфир 15 октября 2008 года. Все три коллекции были хорошо приняты. Кенли была отмечена за её хороший дизайн нарядов, но была исключена из-за того, что некоторые её модели напоминали платья из коллекций других профессиональных дизайнеров. Судьи восхищались коллекцией Корто, но посчитали, что некоторые её наряды были слишком перегружены. Лиэнн была объявлена победительницей пятого сезона. Её модель, Тиа Шипман, получила разворот в журнале ELLE. Другие модели — Катарина Муньес (Корто Момолу) и Топасио Пена (Кенли Коллинз) — проиграли.
Впервые с первого сезона не было эпизода «Воссоединение» из-за временных ограничений.
| Дизайнеры           | 1    | 21   | 3    | 4    | 52   | 63   | 7    | 84   | 95   | 106  | 11   | 127  | 13  | 14           | Названия эпизодов                                               |
| ------------------- | ---- | ---- | ---- | ---- | ---- | ---- | ---- | ---- | ---- | ---- | ---- | ---- | --- | ------------ | --------------------------------------------------------------- |
| Лиэнн Маршалл       | IN   | LOW  | HIGH | IN   | LOW  | IN   | WIN  | WIN  | HIGH | LOW  | LOW  | HIGH | ADV | ПОБЕДИТЕЛЬ   | 12 — Природное Вдохновение / 13 — Свадебная Задача / 14 — Финал |
| Корто Момолу        | HIGH | LOW  | IN   | WIN  | IN   | HIGH | HIGH | HIGH | HIGH | HIGH | WIN  | LOW  | ADV | Второе место | 12 — Природное Вдохновение / 13 — Свадебная Задача / 14 — Финал |
| Кенли Коллинз       | IN   | HIGH | WIN  | IN   | HIGH | IN   | IN   | HIGH | LOW  | HIGH | LOW  | LOW  | ADV | Третье место | 12 — Природное Вдохновение / 13 — Свадебная Задача / 14 — Финал |
| Джерелл Скотт       | IN   | IN   | IN   | LOW  | HIGH | LOW  | HIGH | IN   | WIN  | WIN  | HIGH | WIN  | OUT |              | 12 — Природное Вдохновение / 13 — Свадебная Задача / 14 — Финал |
| Стивен «Суэйд» Баум | IN   | WIN  | IN   | IN   | IN   | IN   | IN   | LOW  | LOW  | LOW  | OUT  |      |     |              | 11 — Мода И Музыка                                              |
| Джо Фарис           | IN   | IN   | IN   | HIGH | IN   | WIN  | IN   | LOW  | HIGH | OUT  |      |      |     |              | 10 — Перевоплощение                                             |
| Терри Стивенс       | IN   | IN   | HIGH | HIGH | IN   | HIGH | IN   | IN   | OUT  |      |      |      |     |              | 9 — Командный Зодиак                                            |
| Блейн Уолш          | LOW  | IN   | IN   | IN   | LOW  | IN   | LOW  | IN   | OUT  |      |      |      |     |              | 9 — Командный Зодиак                                            |
| Стелла Зотис        | LOW  | HIGH | IN   | IN   | HIGH | IN   | LOW  | OUT  |      |      |      |      |     |              | 8 — Секрет Шпионской Моды                                       |
| Кит Брайс           | IN   | IN   | LOW  | IN   | WIN  | LOW  | OUT  |      |      |      |      |      |     |              | 7 — Мода, Которая Ведёт Вас Вперёд                              |
| Дэниел Фелд         | HIGH | IN   | IN   | LOW  | LOW  | OUT  |      |      |      |      |      |      |     |              | 6 — Королева Театра                                             |
| Келли Мартин        | WIN  | IN   | IN   | IN   | OUT  |      |      |      |      |      |      |      |     |              | 5 — Командные Джунгли                                           |
| Дженнифер Дидрих    | IN   | IN   | LOW  | OUT  |      |      |      |      |      |      |      |      |     |              | 4 — Олимпийская Слава                                           |
| Эмили Брэндл        | IN   | IN   | OUT  |      |      |      |      |      |      |      |      |      |     |              | 3 — Большие Огни Большого Города                                |
| Уэсли Наулт         | IN   | OUT  |      |      |      |      |      |      |      |      |      |      |     |              | 2 — Вся Надежда На Моделей                                      |
| Джерри Тэм          | OUT  |      |      |      |      |      |      |      |      |      |      |      |     |              | 1 — Давайте Начнём Сначала?                                     |

     Зелёный цвет и ПОБЕДИТЕЛЬ — дизайнер победил в Проекте Подиум.
     Тёмно-зелёный цвет и ADV — дизайнер допущен к показу на Неделе моды.
     Голубой цвет и WIN — дизайнер победил в состязании.
     Бирюзовый цвет и HIGH — дизайнер занял второе место в состязании.
     Светло-голубой цвет и HIGH — дизайнер набрал высокие баллы в состязании, но не выиграл.
     Розовый цвет и LOW — дизайнер показал плохой результат в состязании, но не был исключён.
     Оранжевый цвет и LOW — дизайнер был в двойке худших, но не был исключён.
     Красный цвет и OUT — дизайнер выбыл из состязания, как показавший худший результат.
- ↑ : Вместо победы (иммунитета) за это состязание дизайн Суэйда был продан на Bluefly.com.
- ↑ : Вместо победы (иммунитета) за это состязание дизайн Кита будет носить Брук Шилдс во втором сезоне телесериала «Помадные джунгли».
- ↑ : Все костюмы будут проданы на благотворительном аукционе, деньги от которого перейдут в организацию, помогающую людям, больным СПИДом, но иммунитет для победителя сохранён.
- ↑ : Вместо победы (иммунитета) за это состязание дизайн Лиэнн продан владельцам карт American Express.
- ↑ : С этого состязания отменяется иммунитет.
- ↑ : Образ, созданный Джерелом, появится на развороте в журнале Elle.
- ↑ : Все 4 дизайнера создадут коллекции для Нью-Йоркской Недели моды, но только 3 из них покажут свои коллекции на Неделе моды.

### Шестой сезон
Местом действия в шестом сезоне Проекта Подиум стал Лос-Анджелес, а не Нью-Йорк. Дизайнеры работали в институте моды, дизайна и мерчендайзинга. Съёмки завершились в пятницу, 17 октября 2008 года.
Было объявлено, что премьера шестого сезона состоится в январе 2009 года на канале Lifetime, но показ был отложен из-за юридических вопросов. Это объявление появилось до того, как состоялось предварительное слушание в суде по иску от NBC Universal. Запуск шоу был отложен из-за запроса Lifetime о том, чтобы тяжбы между NBC Universal и The Weinstein Co. были перенесены в федеральный суд.
Три финалиста шестого сезона показали свои коллекции на Нью-Йоркской Неделе моды в Брайант-парке 20 февраля 2009 года, но их имена не были названы, и сами они не появлялись на сцене в этот день. Ирина Шабаева выиграла соревнование со своей моделью Келин Хемфилл. Алтея Харпер и её модель Таниша Харпер заняли второе место, а Кэрол Ханна Уитфилд и её модель Лиза Блетс — третье.
1 апреля 2009 года иск между The Weinstein Co. и NBC Universal был решён, The Weinstein Co. согласилась заплатить NBC. Сумма сделки не разглашалась. Сезон начали транслировать 20 августа 2009 года и приглашёнными судьями были такие звезды, как Кристина Агилера, Ева Лонгория Паркер и Линдси Лохан.
Дизайнеры: Ирина Шабаева, Алтея Харпер, Кэрол Ханна Уитфилд, Гордана Гельхаузен, Кристофер Страуб, Логан Нитзель, Николас Путвински, Ширин Аскари, Эпперсон Родни, Луиз Блэк, Ра’мон Лоуренс Коулман, Джонни Сакалис, Кристал Фрейзер, Митчелл Холл, Мелвин Виен, Эри Фиш.
| Дизайнеры              | 1    | 2    | 3    | 4    | 5    | 6    | 71   | 8    | 92   | 10   | 11   | 12  | 13 — 14      | Названия эпизодов                    |
| ---------------------- | ---- | ---- | ---- | ---- | ---- | ---- | ---- | ---- | ---- | ---- | ---- | --- | ------------ | ------------------------------------ |
| Ирина Шабаева          | IN   | IN   | HIGH | IN   | WIN  | IN   | WIN  | HIGH | IN   | WIN  | HIGH | ADV | ПОБЕДИТЕЛЬ   | 13, 14 — Финал                       |
| Алтея Харпер           | IN   | HIGH | IN   | WIN  | HIGH | IN   | IN   | IN   | HIGH | IN   | WIN  | ADV | Второе место | 13, 14 — Финал                       |
| Кэрол Ханна Уитфилд    | IN   | IN   | IN   | HIGH | IN   | IN   | HIGH | IN   | WIN  | HIGH | HIGH | ADV | Третье место | 13, 14 — Финал                       |
| Гордана Гельхаузен     | IN   | IN   | LOW  | IN   | LOW  | LOW  | HIGH | WIN  | IN   | HIGH | LOW  | OUT |              | 12 — Искусство В Моде                |
| Кристофер Страуб       | WIN  | IN   | IN   | IN   | HIGH | HIGH | LOW  | LOW  | LOW  | LOW  | LOW  | OUT |              | 12 — Искусство В Моде                |
| Логан Нитзель          | IN   | IN   | IN   | LOW  | IN   | IN   | IN   | LOW  | LOW  | LOW  | OUT  |     |              | 11 — Лучшее Из Лучшего               |
| Николас Путвински      | IN   | IN   | LOW  | IN   | LOW  | WIN  | LOW2 | IN   | HIGH | OUT  |      |     |              | 10 — Вдохновение В Путешествиях      |
| Ширин Аскари           | IN   | WIN  | IN   | IN   | IN   | IN   | HIGH | HIGH | OUT  |      |      |     |              | 9 — Блёстки, Перья и Мех!            |
| Эпперсон Родни         | IN   | IN   | LOW  | HIGH | IN   | HIGH | LOW  | OUT  |      |      |      |     |              | 8 — Платья Для Разведёнок            |
| Луиз Блэк              | IN   | HIGH | IN   | IN   | IN   | LOW  | OUT  |      |      |      |      |     |              | 7 — Небо В Подарок                   |
| Ра’мон Лоуренс Коулман | HIGH | LOW  | WIN  | IN   | IN   | OUT  |      |      |      |      |      |     |              | 6 — Свет, Камера, Мотор!             |
| Джонни Сакалис         | HIGH | IN   | HIGH | LOW  | OUT  |      |      |      |      |      |      |     |              | 5 — Модная Пресса                    |
| Кристал Фрейзер        | LOW  | IN   | LOW  | OUT  |      |      |      |      |      |      |      |     |              | 4 — Что Хочет Модель?                |
| Митчел Холл            | LOW  | LOW  | OUT1 |      |      |      |      |      |      |      |      |     |              | 3 — Песок На Подиуме                 |
| Мелвин Виен            | IN   | OUT  |      |      |      |      |      |      |      |      |      |     |              | 2 — Мы Хотим Видеть Моду!            |
| Эри Фиш                | OUT  |      |      |      |      |      |      |      |      |      |      |     |              | 1 — Добро Пожаловать В Лос-Анджелес! |

     Зелёный цвет и ПОБЕДИТЕЛЬ — дизайнер победил в Проекте Подиум.
     Тёмно-зелёный цвет и ADV — дизайнер допущен к показу на Неделе моды.
     Голубой цвет и WIN — дизайнер победил в состязании.
     Бирюзовый цвет и HIGH — дизайнер занял второе место в состязании.
     Светло-голубой цвет и HIGH — дизайнер набрал высокие баллы в состязании, но не выиграл.
     Розовый цвет и LOW — дизайнер показал плохой результат в состязании, но не был исключён.
     Оранжевый цвет и LOW — дизайнер был в двойке худших, но не был исключён.
     Красный цвет и OUT — дизайнер выбыл из состязания, как показавший худший результат.
     Тёмно-розовый цвет и OUT — дизайнер набрал высокие баллы, но был исключен.
- ↑ : Митчел был исключён из проекта, так как оба наряда были придуманы и сшиты Ра’моном.
- ↑ : Оба наряда Ирины будут продаваться в магазинах компании Macy's в рамках бренда INC, а также на их сайте в интернете, поэтому она не получила иммунитет.
- ↑ : Николас остался в проекте, благодаря иммунитету.
- ↑ : Начиная с этого состязания иммунитет отменён.

### Седьмой сезон
Процесс кастинга для участия в 7 сезоне начался в мае 2009 года. Шоу возвратилось в Нью-Йорк 14 января 2010 года. Нина Гарсиа и Майкл Корс снова заняли свои места в качестве судей вместе с наставником Тимом Ганном и ведущей Хайди Клум. Седьмой сезон отметился ссорами Пинг и Джесси, Милы и Джея, моделью Джонатана — Керри и дизайнером Джеем, уходом Майи и возвращением Энтони.
Дизайнеры: Эми Сараби, Сет Аарон Хендерсон, Эмилио Соса, Джонатан Питерс, Джей Николас Сарио, Майя Луз, Мила Германовски, Кристиана Кинг, Памела Птак, Пинг Ву, Иисус Эстрада, Анна Линетт, Жанин-Мари Чекканти, Джесси ЛеНор, Бен Чмура и Энтони Уильямс.
Сет Аарон Хендерсон был объявлен победителем 7 сезона 22 апреля 2010 года. Второе место занял Эмилио Соса, а третье — Мила Германовски.
| Дизайнеры           | 1    | 2    | 3    | 4    | 5 1  | 6    | 7    | 8    | 9    | 10   | 11   | 12  | 13  | 14           | Названия эпизодов            |
| ------------------- | ---- | ---- | ---- | ---- | ---- | ---- | ---- | ---- | ---- | ---- | ---- | --- | --- | ------------ | ---------------------------- |
| Сет Аарон Хендерсон | HIGH | IN   | LOW  | IN   | IN   | WIN  | IN   | HIGH | WIN  | HIGH | HIGH | ADV | -   | ПОБЕДИТЕЛЬ   | 14 — Финал, Часть 2          |
| Эмилио Соса         | WIN  | IN   | IN   | IN   | HIGH | IN   | LOW  | IN   | WIN  | WIN  | WIN  | ADV | -   | Второе место | 14 — Финал, Часть 2          |
| Мила Германовски    | IN   | HIGH | WIN  | HIGH | LOW  | IN   | HIGH | LOW  | LOW  | LOW  | LOW  | IN  | ADV | Третье место | 14 — Финал, Часть 2          |
| Джей Николас Сарио  | IN   | WIN  | HIGH | IN   | IN   | HIGH | WIN  | IN   | LOW  | IN   | LOW  | IN  | OUT |              | 13 — Финал, Часть 1          |
| Энтони Уилльямс     | LOW  | IN   | LOW  | IN   | WIN  | IN   | LOW  | IN   | HIGH | OUT  | WIN  | OUT |     |              | 12 — Жизнь В Цирке           |
| Джонатан Питерс     | IN   | IN   | HIGH | IN   | IN   | LOW  | IN   | WIN  | LOW  | LOW  | OUT  |     |     |              | 11 — И Снова, Хайди          |
| Майя Луз            | IN   | IN   | HIGH | HIGH | IN   | IN   | HIGH | HIGH | HIGH | HIGH | WD   |     |     |              | 10 — Собственность Дизайнера |
| Эми Сараби          | IN   | HIGH | IN   | WIN  | IN   | LOW  | IN   | LOW  | OUT  |      |      |     |     |              | 9 — Команда Нью-Йорка        |
| Бен Чмура           | IN   | IN   | IN   | IN   | HIGH | IN   | IN   | OUT  |      |      |      |     |     |              | 8 — ЭкоМода                  |
| Джесси ЛеНор        | IN   | IN   | LOW  | LOW  | IN   | HIGH | OUT  |      |      |      |      |     |     |              | 7 — Тяжёлый Износ            |
| Жанин-Мари Чеканти  | IN   | IN   | IN   | IN   | LOW  | OUT  |      |      |      |      |      |     |     |              | 6 — Детская Мода             |
| Анна Линетт         | IN   | IN   | IN   | LOW  | OUT  |      |      |      |      |      |      |     |     |              | 5 — Одежда Для Обложки       |
| Иисус Эстрада       | LOW  | LOW  | IN   | OUT  |      |      |      |      |      |      |      |     |     |              | 4 — Дизайн Твоего Сердца     |
| Пинг Ву             | HIGH | LOW  | OUT  |      |      |      |      |      |      |      |      |     |     |              | 3 — Вдохновение Соперника    |
| Памела Птак         | IN   | OUT  |      |      |      |      |      |      |      |      |      |     |     |              | 2 — Модная Ферма             |
| Кристиана Кинг      | OUT  |      |      |      |      |      |      |      |      |      |      |     |     |              | 1 — Возвращение В Нью-Йорк   |

     Зелёный цвет и ПОБЕДИТЕЛЬ — дизайнер победил в Проекте Подиум.
     Тёмно-зелёный цвет и ADV — дизайнер допущен к показу на Неделе моды.
     Голубой цвет и WIN — дизайнер победил в состязании.
     Бирюзовый цвет и HIGH — дизайнер занял второе место в состязании.
     Светло-голубой цвет и HIGH — дизайнер набрал высокие баллы в состязании, но не выиграл.
     Розовый цвет и LOW — дизайнер показал плохой результат в состязании, но не был исключён.
     Оранжевый цвет и LOW — дизайнер был в двойке худших, но не был исключён.
     Красный цвет и OUT — дизайнер выбыл из состязания, как показавший худший результат.
     Жёлтый цвет и WD — дизайнер сам покинул проект.
- ↑ : Вместо победы (иммунитета) за это состязание дизайн Энтони был представлен на обложке журнала Marie Claire.
↑ : Майя решила отказаться от участия в конкурсе, потому что чувствовала, что она слишком молода и недостаточно развита как дизайнер. Поскольку Майя снялась с соревнований, Энтони был возвращен и выиграл соревнование вместе с Эмилио.

### Восьмой сезон
Трансляция восьмого сезона Проекта Подиум началась 29 июля 2010 года на канале Lifetime Network.
Участие приняли следующие дизайнеры: МакКел Мэддокс, Джейсон Тройси, Николас Д’Аурицио, Сара Трост, Кристин Хаскинс Симмс, Эй Джей Тувенот, Пич Карр, Карлос Казанова, Майкл Драммонд, Айви Хига, Валери Майен, Кристофер Коллинс, Эйприл Джонстон, Майкл Костелло, Ари Саус, Мондо Гуэрра, Гретхен Джонс.
Наставником вновь выступил Тим Ганн. Состав судей также не изменился — Хайди Клум, Майкл Корс и Нина Гарсиа.
Финалист Энди Саус (Andy South) впоследствии сделал трансгендерный переход и осенью 2013 года участвовал в третьем сезоне проекта «Подиум: все звёзды» (Project Runway All Stars (season 3)) под именем Ари Саус (Ari South).
| Дизайнеры             | 1   | 2    | 3    | 4    | 5    | 6    | 7    | 8    | 9    | 10   | 11   | 12   | 13   | 14           | Названия эпизодов                          |
| --------------------- | --- | ---- | ---- | ---- | ---- | ---- | ---- | ---- | ---- | ---- | ---- | ---- | ---- | ------------ | ------------------------------------------ |
| Гретхен Джонс         | WIN | WIN  | HIGH | IN   | LOW  | IN   | IN   | IN   | HIGH | HIGH | LOW  | LOW  | HIGH | ПОБЕДИТЕЛЬ   | 14 — Финал, Часть 2                        |
| Мондо Гуэрра          | IN  | HIGH | IN   | IN   | HIGH | HIGH | LOW  | WIN  | WIN  | WIN  | HIGH | HIGH | WIN  | Второе место | 14 — Финал, Часть 2                        |
| Ари (Энди) Саус       | IN  | IN   | WIN  | IN   | LOW  | IN   | HIGH | LOW  | HIGH | LOW  | WIN  | HIGH | LOW  | Третье место | 14 — Финал, Часть 2                        |
| Майкл Костелло        | IN  | IN   | IN   | WIN  | LOW  | WIN  | IN   | IN   | LOW  | LOW  | LOW  | WIN  | OUT  |              | 13 — Финал, Часть 1                        |
| Эйприл Джонстон       | LOW | IN   | IN   | LOW  | HIGH | IN   | WIN  | IN   | IN   | HIGH | HIGH | OUT  |      |              | 12 — Мы — В Нью-Йорке, Штате Мысли         |
| Кристофер Коллинс     | IN  | IN   | IN   | LOW  | LOW  | HIGH | IN   | HIGH | IN   | LOW  | OUT  |      |      |              | 11 — Взгляд На Линии                       |
| Валери Майен          | IN  | HIGH | HIGH | HIGH | HIGH | LOW  | IN   | LOW  | LOW  | OUT  |      |      |      |              | 10 — Там Закономерность                    |
| Айви Хига             | LOW | IN   | IN   | IN   | LOW  | IN   | LOW  | HIGH | OUT  |      |      |      |      |              | 9 — Беги До Конца!                         |
| Майкл Драммонд        | IN  | IN   | IN   | HIGH | HIGH | LOW  | HIGH | OUT  |      |      |      |      |      |              | 8 — Тяжёлый День На Подиуме                |
| Карлос Казанова       | LOW | IN   | LOW  | IN   | WIN  | IN   | OUT  |      |      |      |      |      |      |              | 7 — Что Моё — Твоё                         |
| Пич Карр              | IN  | LOW  | IN   | IN   | HIGH | OUT  |      |      |      |      |      |      |      |              | 6 — Безусловно, Вы Снова Можете Это Надеть |
| Эй Джей Тувенот       | IN  | IN   | LOW  | IN   | OUT  |      |      |      |      |      |      |      |      |              | 5 — Прояви «Я» В Команде                   |
| Кристин Хаскинс Симмс | IN  | IN   | IN   | OUT  |      |      |      |      |      |      |      |      |      |              | 4 — Снимаю Шляпу Перед Вами                |
| Сара Трост            | IN  | IN   | OUT  |      |      |      |      |      |      |      |      |      |      |              | 3 — Это Вечеринка                          |
| Николас Д’Аурицио     | LOW | OUT  |      |      |      |      |      |      |      |      |      |      |      |              | 2 — Больше, Чем Жизнь                      |
| Джейсон Тройси        | LOW | OUT  |      |      |      |      |      |      |      |      |      |      |      |              | 2 — Больше, Чем Жизнь                      |
| МакКел Мэддокс        | OUT |      |      |      |      |      |      |      |      |      |      |      |      |              | 1 — И Да Начнем Же Шить!                   |

     Зелёный цвет и ПОБЕДИТЕЛЬ — дизайнер победил в Проекте Подиум.
     Голубой цвет и WIN — дизайнер победил в состязании.
     Бирюзовый цвет и HIGH — дизайнер занял второе место в состязании.
     Светло-голубой цвет и HIGH — дизайнер набрал высокие баллы в состязании, но не выиграл.
     Розовый цвет и LOW — дизайнер показал плохой результат в состязании, но не был исключён.
     Оранжевый цвет и LOW — дизайнер был в двойке худших, но не был исключён.
     Красный цвет и OUT — дизайнер выбыл из состязания, как показавший худший результат.

### Девятый сезон
Трансляция девятого сезона Проекта Подиум началась 28 июля 2011. Было отобрано 20 дизайнеров, однако в рамках шоу их должно быть не более 17, поэтому судьи в начале сезона исключили четверых дизайнеров (Аманду, Дэвида, Ганнера и Серену) после того, как рассмотрели лучшие дизайнерские наряды, которые все 20 участников привезли в Нью-Йорк.
Таким образом, в сезоне участие приняли следующие дизайнеры: Рафаэль Кокс, Феллин Веллс, Джули Тьерни, Сесилия Мотвани, Даниэль Эверин, Джошуа Кристенсен, Бекки Росс, Брайс Блэк, Оливер Грин, Энтони Райан Олд, Берт Китер, Лаура Кэйтлин Планк, Кимберли Голдсон, Виктор Луна, Джошуа МакКинли, Аня Аюнг-Чи.
Наставником вновь выступил Тим Ганн. Состав судей не изменился — Хайди Клум, Майкл Корс и Нина Гарсиа.
| Дизайнеры           | 1 1  | 2    | 3    | 4    | 5 2 3 | 6    | 7    | 8    | 9    | 10 4 | 11   | 12   | 135 | 14           | Названия эпизодов                                |
| ------------------- | ---- | ---- | ---- | ---- | ----- | ---- | ---- | ---- | ---- | ---- | ---- | ---- | --- | ------------ | ------------------------------------------------ |
| Аня Аюнг-Чи         | HIGH | IN   | IN   | HIGH | IN    | IN   | WIN  | HIGH | LOW  | WIN  | WIN  | WIN  | ADV | ПОБЕДИТЕЛЬ   | 13 И 14 — Финал                                  |
| Джошуа МакКинли     | IN   | HIGH | LOW  | IN   | WIN   | HIGH | LOW  | WIN  | HIGH | LOW  | HIGH | HIGH | ADV | ВТОРОЕ МЕСТО | 13 И 14 — Финал                                  |
| Виктор Луна         | IN   | IN   | LOW  | HIGH | WIN   | IN   | HIGH | HIGH | WIN  | HIGH | LOW  | HIGH | ADV | 3е МЕСТО     | 13 И 14 — Финал                                  |
| Кимберли Голдсон    | IN   | IN   | HIGH | WIN  | IN    | IN   | LOW  | IN   | LOW  | IN   | HIGH | LOW  | ADV | 4е МЕСТО     | 13 И 14 — Финал                                  |
| Лаура Кейтлин Планк | IN   | IN   | WIN  | IN   | IN    | HIGH | LOW  | IN   | HIGH | LOW  | LOW  | OUT  |     |              | 12 — Финальное Испытание                         |
| Берт Китер          | WIN  | IN   | LOW  | IN   | IN    | LOW  | LOW  | LOW  | HIGH | HIGH | OUT  |      |     |              | 11 — Это Для Птиц                                |
| Энтони Райан Олд    | HIGH | HIGH | HIGH | IN   | LOW   | WIN  | HIGH | LOW  | IN   | OUT  |      |      |     |              | 10 — Шитьё '70х                                  |
| Оливер Грин         | IN   | WIN  | IN   | IN   | LOW   | LOW  | HIGH | IN   | OUT  |      |      |      |     |              | 9 — Имидж — Это Всё                              |
| Брайс Блэк          | IN   | LOW  | LOW  | IN   | HIGH  | IN   | HIGH | OUT  |      |      |      |      |     |              | 8 — Чего Хочет Женщина                           |
| Бекки Росс          | IN   | IN   | HIGH | IN   | IN    | IN   | OUT  |      |      |      |      |      |     |              | 7 — Разве Мы Не Можем Жить Дружно?               |
| Джошуа Кристенсен   | LOW  | OUT  |      |      | IN    | OUT  |      |      |      |      |      |      |     |              | 2 — Мой Животный Проект, 6 — Искусство В Материи |
| Даниэль Эверин      | IN   | IN   | HIGH | LOW  | OUT   |      |      |      |      |      |      |      |     |              | 5 — Сойти С Пути                                 |
| Сесилия Мотвани     | IN   | IN   | HIGH | LOW  | WD    |      |      |      |      |      |      |      |     |              | 5 — Сойти С Пути                                 |
| Джули Тьерни        | LOW  | IN   | LOW  | OUT  |       |      |      |      |      |      |      |      |     |              | 4 — Всё О Нине                                   |
| Феллин Веллс        | IN   | LOW  | OUT  |      |       |      |      |      |      |      |      |      |     |              | 3 — Сделай Грандиозно или Отправляйся Домой      |
| Рафаэль Кокс        | OUT  |      |      |      |       |      |      |      |      |      |      |      |     |              | 1 — Покажите Себя                                |

↑ : В первом эпизоде Аманда, Дэвид, Ганнер и Серена не смогли войти в состав 16 участников шоу и были исключены до прохождения первого испытания.
↑ : Из-за того, что Сесилия ушла из шоу, Оливер и Виктор получили право вернуть одного из ранее выбывшего участника, который бы стал третьим в их команде (командный конкурс, 3 человека в команде).
↑ : Джошуа М. был выбран победителем, как руководитель группы, хотя победивший наряд был придуман и пошит Аней и Бекки.
↑ : Наряд победившего дизайнера будет продаваться в рамках Piperlime. Наряд занявшего второго места Берта так же будет включен в продажу.
↑ : Все четверо дизайнеров приняли участие в неделе моды (впервые с третьего сезона).
     Зелёный цвет и ПОБЕДИТЕЛЬ — дизайнер победил в Проекте Подиум.
     Тёмно-зелёный цвет и ADV — дизайнер допущен на неделю моды
     Синий цвет и WIN — дизайнер победил в состязании.
     Бирюзовый цвет и HIGH — дизайнер занял второе место в состязании.
     Светло-голубой цвет и HIGH — дизайнер набрал высокие баллы в состязании, но не выиграл.
     Розовый цвет и LOW — дизайнер показал плохой результат в состязании, но не был исключён.
     Оранжевый цвет и LOW — дизайнер был в двойке худших, но не был исключён.
     Красный цвет и OUT — дизайнер выбыл из состязания, как показавший худший результат.
     Желтый цвет и WD — дизайнер сам покинул проект.

### Десятый сезон
Трансляция десятого сезона шоу началась 19 июля 2012. В проекте приняло участие 16 дизайнеров, а именно: Беатрис Гуапо, Ленти Фостер, Андреа Катз, Куэн Косуке, Баффи Джашанмал, Рауль Осорио, Нэйтан Пол, Алиша Хардести, Ганнер Детерейдж, Вен Будху, Елена Сливняк, Сонджа Уильямс, Кристофер Палу, Мелисса Флис, Фабио Коста и Дмитрий Шолохов.
Съёмки шоу также проходили в Нью-Йорке.
Как и в предыдущих сезонах, наставником дизайнеров выступил Тим Ганн. В состав судей вошли Хайди Клум, Майкл Корс и Нина Гарсиа. В качестве приглашённых судей выступили Патриция Филд, Лорен Грэм, Хейден Панеттьер и Кристен Риттер.
| Дизайнеры        | 1    | 2    | 3    | 4    | 51   | 6    | 7    | 8    | 9    | 10   | 112  | 12   | 13  | 14           | Названия эпизодов                                                                       |
| ---------------- | ---- | ---- | ---- | ---- | ---- | ---- | ---- | ---- | ---- | ---- | ---- | ---- | --- | ------------ | --------------------------------------------------------------------------------------- |
| Дмитрий Шолохов  | IN   | IN   | IN   | HIGH | IN   | HIGH | IN   | LOW  | WIN  | HIGH | HIGH | WIN  | ADV | ПОБЕДИТЕЛЬ   | 13 И 14 — Финал                                                                         |
| Фабио Коста      | IN   | IN   | HIGH | LOW  | HIGH | WIN  | HIGH | LOW  | IN   | IN   | HIGH | LOW  | ADV | ВТОРОЕ МЕСТО | 13 И 14 — Финал                                                                         |
| Мелисса Флис     | HIGH | IN   | IN   | IN   | WIN  | IN   | HIGH | LOW  | HIGH | HIGH | LOW  | HIGH | ADV | 3е МЕСТО     | 13 И 14 — Финал                                                                         |
| Кристофер Палу   | WIN  | IN   | LOW  | HIGH | HIGH | IN   | WIN  | HIGH | LOW  | WIN  | WIN  | HIGH | ADV | 4е МЕСТО     | 13 И 14 — Финал                                                                         |
| Сонджа Уильямс   | IN   | HIGH | IN   | WIN  | IN   | LOW  | IN   | WIN  | HIGH | LOW  | WIN  | OUT  |     |              | 12 — В Месте Далеко-Далеко                                                              |
| Елена Сливняк    | IN   | LOW  | IN   | IN   | LOW  | IN   | HIGH | LOW  | IN   | LOW  | OUT  |      |     |              | 11 — Это Модный Ребёнок                                                                 |
| Вен Будху        | HIGH | WIN  | WIN  | IN   | IN   | LOW  | IN   | LOW  | LOW  | OUT  |      |      |     |              | 10 — Я Выхожу Из Моды                                                                   |
| Ганнер Детерейдж | IN   | HIGH | HIGH | IN   | LOW  | HIGH | LOW  | HIGH | OUT  |      |      |      |     |              | 9 — Это Всё Обо Мне                                                                     |
| Алиша Хардести   | IN   | IN   | LOW  | IN   | IN   | IN   | LOW  | OUT  |      |      |      |      |     |              | 7 — О, Мой Лорд И Тейлор, 8 — Голодный Художник                                         |
| Нэйтан Пол       | IN   | IN   | IN   | IN   | IN   | OUT  |      |      |      |      |      |      |     |              | 6 — Почини Моего Друга                                                                  |
| Рауль Осорио     | IN   | IN   | OUT  | LOW  | OUT  |      |      |      |      |      |      |      |     |              | 3 — Добро Пожаловать (Или Нет) На Взлетно-Посадочную Полосу, 5 — Это Мой Путь На Подиум |
| Баффи Джашанмал  | IN   | LOW  | IN   | OUT  |      |      |      |      |      |      |      |      |     |              | 4 — Женщины В Пути                                                                      |
| Куэн Косуке      | LOW  | IN   | HIGH | WD   |      |      |      |      |      |      |      |      |     |              | 4 — Женщины В Пути                                                                      |
| Андреа Катз      | IN   | IN   | LOW  | WD   |      |      |      |      |      |      |      |      |     |              | 4 — Женщины В Пути                                                                      |
| Ленти Фостер     | LOW  | OUT  |      |      |      |      |      |      |      |      |      |      |     |              | 2 — Конфеты От Кутюр                                                                    |
| Беатрис Гуапо    | OUT  |      |      |      |      |      |      |      |      |      |      |      |     |              | 1 — Юбилейная Вечеринка На Таймс-Сквер                                                  |

     Зелёный цвет и ПОБЕДИТЕЛЬ — дизайнер победил в Проекте Подиум.
     Тёмно-зелёный цвет и ADV — дизайнер допущен на неделю моды.
     Синий цвет и WIN — дизайнер победил в состязании.
     Бирюзовый цвет и HIGH — дизайнер занял второе место в состязании.
     Светло-голубой цвет и HIGH — дизайнер набрал высокие баллы в состязании, но не выиграл.
     Розовый цвет и LOW — дизайнер показал плохой результат в состязании, но не был исключён.
     Оранжевый цвет и LOW — дизайнер был в двойке худших, но не был исключён.
     Красный цвет и OUT — дизайнер выбыл из состязания, как показавший худший результат.
     Желтый цвет и WD — дизайнер сам покинул проект.
↑ : В пятом эпизоде дизайнеры были разделены на две команды: состоящей из пяти человек (Кристофер, Фабио, Ганнер, Натан и Вен) и из шести (Алиша, Дмитрий, Елена, Мелисса, Рауль и Соня). В ходе состязания судьи пришли к заключению, что количество очков, набранных обеими командами, равно между собой, и поэтому победителя не было выявлено. Более того, каждый из участников мог стать победителем. Мелисса была выбрана победителем в этом состязании и, хотя многие дизайнеры получили высокие оценки, Кристофер, Фабио и Мелисса разделили третье, второе и первое места соответственно. В то же время наряды Елены, Ганнера и Рауля были оценены судьями достаточно низко.
↑ : В седьмом эпизоде никто из участников не был исключён.

### Одиннадцатый сезон
Премьерный показ одиннадцатого сезон состоялся 24 января 2013. В этом сезоне приняло участие 16 дизайнеров. Участники были распределены по двум командам, и в каждом из соревнований выявлялась команда-победитель (хотя в некоторых соревнованиях команд-победителей не было), а из проигравшей команды исключались один или два человека.
Наставником дизайнеров выступил Тим Ганн. В качестве приглашённых судей выступили Кристиан Сириано, Бетт Мидлер, Майкл Корс, Джордана Брюстер, Джон Ледженд, Эмми Россум и другие.
В проекте приняло участие 16 дизайнеров, а именно: Эмили Поллард, Джеймс Мартинез, Синди Марлатт, Джозеф Аарон Сегал, Мэттью Артур, Бенджамин Мак, Ту Сутиват Накчат, Кейтлин "Кейт" Пэнкоук, Аманда Валентайн, Саманта Блэк, Ричард Холлмарк, Лайана Агилар, Дэниел Эскьювел, Стенли Хадсон, Патриция Майклс и Мишель Лесняк Франклин.
| Дизайнеры              | 1    | 2    | 31   | 42   | 5    | 63   | 7    | 84  | 9    | 10   | 115  | 12   | 13  | 14         | Названия эпизодов                                |
| ---------------------- | ---- | ---- | ---- | ---- | ---- | ---- | ---- | --- | ---- | ---- | ---- | ---- | --- | ---------- | ------------------------------------------------ |
| Мишель Лесняк Франклин | IN   | IN   | IN   | IN   | LOW  | IN   | WIN  | IN  | WIN  | HIGH | LOW  | HIGH | ADV | ПОБЕДИТЕЛЬ | 14 — Финал, Часть 2                              |
| Патриция Майклс        | HIGH | IN   | HIGH | IN   | IN   | IN   | HIGH | IN  | IN   | LOW  | LOW  | LOW  | ADV | 2 МЕСТО    | 14 — Финал, Часть 2                              |
| Стенли Хадсон          | IN   | HIGH | IN   | IN   | HIGH | WIN  | IN   | IN  | IN   | WIN  | WIN  | WIN  | ADV | 3 МЕСТО    | 14 — Финал, Часть 2                              |
| Дэниел Эскьювел        | WIN  | HIGH | WIN  | IN   | LOW  | HIGH | LOW  | IN  | HIGH | HIGH | LOW  | HIGH | OUT |            | 13 — Финал, Часть 1                              |
| Лайана Агилар          | IN   | WIN  | HIGH | HIGH | IN   | IN   | IN   | LOW | LOW  | LOW  | HIGH | OUT  |     |            | 12 — Европа, Вот И Мы                            |
| Ричард Холлмарк        | HIGH | HIGH | IN   | IN   | WIN  | HIGH | LOW  | LOW | LOW  | OUT  |      |      |     |            | 10 — Искусство Моды, 11 — Наконец-то Сам По Себе |
| Саманта Блэк           | IN   | IN   | IN   | WIN  | LOW  | HIGH | HIGH | LOW | OUT  |      |      |      |     |            | 9 — Он Сказал, Она Сказала                       |
| Аманда Валентайн       | IN   | IN   | IN   | LOW  | HIGH | LOW  | HIGH | OUT |      |      |      |      |     |            | 8 — Снимите Всё!                                 |
| Кейтлин "Кейт" Пэнкоук | IN   | IN   | WIN  | IN   | IN   | LOW  | OUT  |     |      |      |      |      |     |            | 7 — Сложная Ситуация                             |
| Ту Сутиват Накчат      | IN   | IN   | IN   | IN   | IN   | LOW  | OUT  |     |      |      |      |      |     |            | 7 — Сложная Ситуация                             |
| Бенджамин Мак          | IN   | LOW  | LOW  | HIGH | HIGH | OUT  |      |     |      |      |      |      |     |            | 6 — Сеньор Флинг                                 |
| Мэттью Артур           | IN   | LOW  | LOW  | HIGH | OUT  |      |      |     |      |      |      |      |     |            | 5 — Немного Кантри, Немного Рок-Н-Ролла          |
| Джозеф Аарон Сегал     | IN   | HIGH | IN   | OUT  |      |      |      |     |      |      |      |      |     |            | 4 — Абсолютно Жёсткий И Мягкий                   |
| Синди Марлатт          | LOW  | LOW  | OUT  |      |      |      |      |     |      |      |      |      |     |            | 3 — Удиви Меня                                   |
| Джеймс Мартинез        | LOW  | OUT  |      |      |      |      |      |     |      |      |      |      |     |            | 2 — Растягивание                                 |
| Эмили Поллард          | OUT  |      |      |      |      |      |      |     |      |      |      |      |     |            | 1 — В Команде Нет «Я»                            |

- Scores are based on the Project Runway Website[9]
- ↑ : Before beginning the critique for Team Keeping it Real, Heidi Klum stated that she extremely disliked Richard’s outfit and, had his team lost, he could’ve been in the bottom and/or out. Heidi also stated she did not like Stanley’s dress at all and he also could’ve been in the bottom and/or out had Team Keeping it Real lost, and that they should be very grateful that their teammates were successful.
- ↑ : Although Dream Team was named the winning team, Team Keeping It Real, despite their lack of cohesion, was also declared strong, and Heidi referred to them as the «almost-winning team», as opposed to being the losing team.
- ↑ : Before allowing Patricia, Michelle, and Layana to leave the runway, Heidi stated that she gave Layana and Michelle the highest scores out of all the designers and would’ve been in the top had Patricia not scored very low. The judges also expressed that Kate would not have been in the bottom had Tu done better.
- ↑ : Heidi and the judges declared in judging that due to the low scores in all the garments, there would be no winner of the challenge, a Project Runway first.
- ↑ : Patricia and Michelle were left on the runway as the bottom two in this episode. After Heidi told Patricia that she was in, Michelle was the only one left. Though she lost the challenge, Heidi told her that she had a «do or die» moment, and would be given a second chance, much to the shock of her and her fellow remaining designers. It was revealed in the next episode that she was still in the competition but would not be traveling to Europe like the other remaining designers.
- ↑ :Although Samantha had one of the lowest scores for the challenge, she was automatically safe as she had immunity

     Зелёный цвет и ПОБЕДИТЕЛЬ — дизайнер победил в Проекте Подиум Сезон 11.
     Тёмно-зелёный цвет и ADV — дизайнер допущен на неделю моды.
     Синий цвет и WIN — дизайнер победил в состязании.
     Бирюзовый цвет и HIGH — дизайнер занял второе место в состязании.
     Светло-голубой цвет и HIGH — дизайнер набрал высокие баллы в состязании, но не победил.

     Розовый цвет и LOW — дизайнер показал плохой результат в состязании, но не был исключён.

     Оранжевый цвет и LOW — дизайнер был в двойке или тройке худших (как в эпизоде 5), но не был исключён.
     Красный цвет и OUT — дизайнер выбыл из состязания, как показавший худший результат.

### Двенадцатый сезон
Премьера двенадцатого сезона состоялась 18 июля 2013. В сезоне приняло участие 16 дизайнеров (в том числе один дизайнер, участвовавший в предыдущем сезоне), а именно: Александер Поуп, Александриа фон Бромссен, Анджела Бэкскоки, Брейдон МакДональд, Дом Стритер, Хелен Кастильо, Джереми Брендрик, Джастин ЛеБланк, Кахидно Матин, Карен Беттс, Кен Лоуренс, Миранда Кей Леви, Сандро Масманиди, Сью Уоллер, Тимоти Вестбрук и Кейтлин "Кейт" Пэнкоук.
Отличительной особенностью сезона является то, что Тим Ганн выполняет роль не только наставника, но и одного из дополнительных судей (хотя окончательное решение, так же как и в предыдущих сезонах, выносит основной коллектив судей, состоящий из четырёх человек). После показа нарядов дизайнеров проводится ещё один просмотр костюмов в присутствии Тима Ганна, во время которого судьи выносят решение. Также один раз за сезон Тим может повлиять на принятое судьями решение, проголосовав за дизайнера, чей наряд покажется судьям наименее привлекательным и тем самым «спасти» участника от исключения в том или ином конкурсе.
Ещё одна особенность сезона — во время показа судьи не знают, кто из участников создал ту или иную композицию костюма.
В качестве основного судейского состава выступили Хайди Клум, Нина Гарсиа и Зак Поузен. Приглашёнными судьями были Кейт Босуорт, Келли Осборн, Элисон Уилльямс, Кейли Куоко, Майкл Корс, Эмми Россум и другие.
Порядок исключения дизайнеров:
| Дизайнеры                | 1    | 2    | 3    | 43   | 54   | 6    | 7    | 8    | 95   | 10   | 11   | 12   | 13  | 14         | Названия эпизодов                                   |
| ------------------------ | ---- | ---- | ---- | ---- | ---- | ---- | ---- | ---- | ---- | ---- | ---- | ---- | --- | ---------- | --------------------------------------------------- |
| Дом Стритер              | IN   | HIGH | HIGH | HIGH | IN   | IN   | IN   | IN   | WIN  | IN   | WIN  | HIGH | ADV | ПОБЕДИТЕЛЬ | 13, 14 — Финал                                      |
| Александриа фон Бромссен | IN   | IN   | HIGH | IN   | LOW  | WIN  | HIGH | LOW  | IN   | LOW  | IN   | LOW  | ADV | 2 МЕСТО    | 13, 14 — Финал                                      |
| Джастин ЛеБланк          | IN   | IN   | LOW  | IN   | IN   | SAFE | IN   | IN   | IN   | HIGH | LOW  | LOW  | ADV | 3 МЕСТО    | 13, 14 — Финал                                      |
| Брейдон МакДональд       | WIN  | IN   | IN   | WIN  | IN   | IN   | LOW  | IN   | WIN  | HIGH | HIGH | WIN  | ADV | 4 МЕСТО    | 13, 14 — Финал                                      |
| Хелен Кастилло           | IN   | LOW  | WIN  | IN   | IN   | IN   | WIN  | WIN  | IN   | WIN  | HIGH | LOW  | OUT |            | 12 — Эффект Бабочки                                 |
| Кейтлин "Кейт" Пэнкоук   | IN   | WIN  | HIGH | HIGH | HIGH | IN   | IN   | HIGH | HIGH | IN   | OUT  |      |     |            | 11 — Следующее Поколение                            |
| Александер Поуп          | IN   | IN   | LOW  | IN   | IN   | HIGH | IN   | HIGH | HIGH | LOW  | OUT  |      |     |            | 11 — Следующее Поколение                            |
| Кен Лоуренс              | IN   | IN   | IN   | IN   | LOW  | LOW  | HIGH | LOW  | LOW  | OUT  |      |      |     |            | 10 — Project Runway SuperFan!                       |
| Джереми Брендрик         | IN   | IN   | IN   | LOW  | WIN  | HIGH | LOW  | IN   | OUT  |      |      |      |     |            | 9 — Давайте Устроим Бранч!                          |
| Карен Беттс              | IN   | IN   | IN   | IN   | HIGH | LOW  | IN   | OUT  |      |      |      |      |     |            | 8 — Полевые Работы                                  |
| Миранда Кей Леви         | LOW  | IN   | LOW  | LOW  | IN   | IN   | OUT  |      |      |      |      |      |     |            | 7 — Обувь Прежде Всего!                             |
| Сью Уоллер               | HIGH | IN   | IN   | LOW  | OUT  |      |      |      |      |      |      |      |     |            | 5 — ТЫ Выбираешь Материалы!, 6 — Пойдём В Глэмпинг! |
| Сандро Масманиди         | LOW  | HIGH | IN   | WD   |      |      |      |      |      |      |      |      |     |            | 4 — Завяжите Узел                                   |
| Тимоти Вестбрук          | LOW  | LOW  | OUT  |      |      |      |      |      |      |      |      |      |     |            | 3 — Нетрадиционный Кони-Айленд                      |
| Кахиндо Матин            | IN   | OUT  |      |      |      |      |      |      |      |      |      |      |     |            | 2 — Взлетно-Посадочная Полоса На Миллион Долларов   |
| Анджела Бэкскоки         | OUT  |      |      |      |      |      |      |      |      |      |      |      |     |            | 1 — Небо Это Предел                                 |

↑ : У Миранды были высокие баллы, хотя судьи заметили, что она использовала недостаточно конкурсного материала (парашют). Ей было сказано, что несмотря на то, что её наряд был хорош, она не следовала правилам. Следовательно, она могла бы быть дисквалифицирована или исключена из состязания.
- ↑ : Пока Хелен не покинула подиум, Хайди сказала, что Хелен повезло, что у неё был иммунитет. Иначе она была бы в двойке худших/исключена. Нина также усомнилась в прошлой победе Хелен, утверждая, что, возможно, это заслуга Кейт, с кем она была поставлена в пару на том испытании.
- ↑ : Из-за того что Сандро покинул проект по собственному желанию, все три дизайнера, чьи наряды были объявлены худшими (Миранда, Джереми и Сью) остались.
- ↑ : Пока Александр, Брейдон и Миранда не покинули подиум, Хайди сказала, что их команда была близка к победе.
- ↑ : Наряд Дом был назван худшим, вместе с Кеном и Джереми. Хотя, всем трём дизайнерам был дан дополнительный час, чтобы переделать свои наряды, именно наряд Дом был назван лучшим. Судьи также сказали, что Дом становится вторым победителем этого испытания.

     Зелёный цвет и ПОБЕДИТЕЛЬ — дизайнер победил в Проекте Подиум.
     Тёмно-зелёный цвет и ADV — дизайнер допущен на неделю моды.
     Синий цвет и WIN — дизайнер победил в состязании.
     Бирюзовый цвет и HIGH — дизайнер набрал высокие баллы в состязании, но не выиграл.
     Светло-голубой цвет — дизайнер набрал высокие баллы.
     Оранжевый цвет и LOW — дизайнер был в двойке худших, но не был исключён.
     Красный цвет и OUT — дизайнер выбыл из состязания, как показавший худший результат.
     Ярко-красный цвет и SAFE — дизайнер был исключен, но Тим спас его.
     Жёлтый цвет и WD — дизайнер сам покинул проект.

### Тринадцатый сезон
Премьера тринадцатого сезона состоялась 24 июля 2014.
Участниками стали: Джефферсон Мусанда, Кэрри Слуцкая, Анджела Сам, Эрнан Ландер, Митчелл Перри и Кристин Гуико, Саманта Пласенция, Фейд цу Грау, Сандхия Гарг, Александр Нокс, Корина Эммерих, Эмили Пэйн, Чаркетта Гловер, Кини Замора, Аманда Валентайн и Шон Патрик Келли.
Порядок исключения дизайнеров:
| Дизайнеры          | 1    | 2    | 3    | 4    | 54   | 65   | 7    | 8    | 9    | 10   | 11   | 126  | 13  | 14              | Названия эпизодов                     |
| ------------------ | ---- | ---- | ---- | ---- | ---- | ---- | ---- | ---- | ---- | ---- | ---- | ---- | --- | --------------- | ------------------------------------- |
| Шон Патрик Келли   | IN   | IN   | LOW  | LOW  | WIN  | WIN  | HIGH | WIN  | LOW  | IN   | HIGH | HIGH | ADV | ПОБЕДИТЕЛЬ      | 13, 14 — Финал                        |
| Аманда Валентайн   | HIGH | WIN  | IN   | WIN  | HIGH | IN   | HIGH | IN   | IN   | LOW  | HIGH | HIGH | ADV | Второе место    | 13, 14 — Финал                        |
| Кини Замора        | IN   | IN   | IN   | HIGH | HIGH | HIGH | LOW  | WIN  | WIN  | HIGH | WIN  | HIGH | ADV | Третье место    | 13, 14 — Финал                        |
| Чаркетта Гловер    | HIGH | IN   | IN   | IN   | IN   | SAFE | IN   | IN   | HIGH | LOW  | LOW  | LOW  | ADV | Четвёртое место | 13, 14 — Финал                        |
| Эмили Пэйн         | IN   | IN   | HIGH | IN   | IN   | HIGH | IN   | LOW  | LOW  | HIGH | HIGH | OUT  |     |                 | 12 — Неделя Моды                      |
| Корина Эммерих     | IN   | HIGH | IN   | IN   | LOW  | IN   | WIN  | LOW  | HIGH | WIN  | OUT  |      |     |                 | 11 — Самый Высокий Участник Торгов    |
| Александр Нокс     | IN   | IN   | LOW  | HIGH | IN   | LOW  | LOW  | IN   | IN   | OUT  |      |      |     |                 | 10 — Муза Улиц                        |
| Сандхия Гарг       | WIN  | LOW  | WIN  | IN   | IN   | LOW  | IN   | HIGH | OUT  |      |      |      |     |                 | 9 — Американская Куколка              |
| Фейд цу Грау       | IN   | IN   | IN   | IN   | IN   | HIGH | IN   | OUT  |      |      |      |      |     |                 | 8 — Дождливая Дорога                  |
| Саманта Пласенция  | IN   | IN   | IN   | IN   | IN   | LOW  | OUT  |      |      |      |      |      |     |                 | 7 — Бесценный Подиум                  |
| Кристин Гуико      | IN   | HIGH | HIGH | LOW  | OUT  |      |      |      |      |      |      |      |     |                 | 5 — Клум Судьбы, 6 — Зажигать Свадьбу |
| Митчелл Перри      | LOW  | IN   | IN   | IN   | OUT  |      |      |      |      |      |      |      |     |                 | 5 — Клум Судьбы, 6 — Зажигать Свадьбу |
| Эрнан Ландер       | IN   | LOW  | IN   | OUT  |      |      |      |      |      |      |      |      |     |                 | 4 — Подходящий Твист                  |
| Анджела Сам        | LOW  | IN   | OUT  |      |      |      |      |      |      |      |      |      |     |                 | 3 — Добро Пожаловать В Будущее        |
| Кэрри Слуцкая      | IN   | OUT  |      |      |      |      |      |      |      |      |      |      |     |                 | 2 — Нетрадиционная Ночь Кино          |
| Джефферсон Мусанда | OUT  |      |      |      |      |      |      |      |      |      |      |      |     |                 | 1 — Судьи Решают                      |
| Эммануэль Тобиас   | OUT  |      |      |      |      |      |      |      |      |      |      |      |     |                 | 1 — Судьи Решают                      |
| Энзинга Найт       | OUT  |      |      |      |      |      |      |      |      |      |      |      |     |                 | 1 — Судьи Решают                      |
| Тим Наварро        | OUT  |      |      |      |      |      |      |      |      |      |      |      |     |                 | 1 — Судьи Решают                      |

↑ : В 1 серии Тим Наварро, Энзинга Найт и Эммануэль Тобиас стали тремя дизайнерами, которые не прошли финальный отбор и не стали участниками проекта.
↑ : Во 2 серии судьи решили, что наряд Сандхии был самым слабым в её команде, которая, к тому же проиграла. Сандхия также могла отправиться домой, если бы у неё не было иммунитета. Судьи также сказали Анджеле, что её команда получила высокие баллы, но её наряд не позволил им победить.
↑ : В 3 серии, пока Аманда не покинула подиум, Хайди сказала, что Аманде очень повезло, что у неё есть иммунитет. Ведь, её наряд не понравился ни одному из судей.
↑ : В 5 серии были исключены два дизайнера: Митчелл и Кристин.
↑ : В 7 серии Тим Ганн решил использовать для дизайнера, исключённого в предыдущей серии, «Tim Gunn Save». Этим дизайнером оказалась Чар, исключённая в 6 серии.
↑ :В 12 серии победитель не был оглашён. Хайди лишь сказала, что Кини, Шон, Аманда и Чар допущены к Неделе Моды. Но как показала критика, судьям понравились наряды Кини, Шона и Аманды.
     Дизайнер выиграл в Проекте Подиум 13.
     Дизайнер был допущен к Неделе Моды.
     Дизайнер выиграл испытание.
     Наряд дизайнера был высоко оценён и понравился большинству экспертов.
     Наряд дизайнера был высоко оценён.
     Наряд дизайнера был низко оценён, но его балл позволил ему/ей не оказаться в двойке худших.
    Дизайнер оказался в двойке худших, но не был исключён.
     Дизайнер провалил испытание и был исключен.
     Дизайнер был исключён, но получил второй шанс от Тима Ганна (Tim Gunn SAVE).
     Дизайнер не прошёл финальный отбор.

### Четырнадцатый сезон
Премьера четырнадцатого сезона состоялась 6 августа 2015.
Участники: Дункан Чемберс-Уотсон, Дэвид Джиампикколо, Габриэль Арруда, Аманда Перна, Блейк Паттерсон, Джейк Уолл и Джозеф Чарльз Поли, Линдси Крил, Лори Андервуд, Сайша Шинди, Мерлин Лабиссьер, Кэндис Куоко, Эдмонд Ньютон, Келли Демпси и Эшли Нелл Типтон.
Дизайнер Сайша Шинди был известен как Свапнил Шинди во время его участия в проекте.
Порядок исключения дизайнеров:
| Дизайнеры             | 1    | 2    | 3    | 4    | 51   | 6    | 7    | 8    | 9    | 10   | 11   | 122  | 13  | 14         | Названия эпизодов                                         |
| --------------------- | ---- | ---- | ---- | ---- | ---- | ---- | ---- | ---- | ---- | ---- | ---- | ---- | --- | ---------- | --------------------------------------------------------- |
| Эшли Нелл Типтон      | WIN  | IN   | WIN  | IN   | LOW  | HIGH | HIGH | LOW  | HIGH | LOW  | LOW  | LOW  | ADV | ПОБЕДИТЕЛЬ | 13, 14 — Финал                                            |
| Келли Демпси          | IN   | HIGH | IN   | IN   | LOW  | IN   | WIN  | HIGH | LOW  | WIN  | WIN  | WIN  | ADV | 2 МЕСТО    | 13, 14 — Финал                                            |
| Эдмонд Ньютон         | HIGH | WIN  | LOW  | IN   | WIN  | IN   | HIGH | HIGH | WIN  | LOW  | HIGH | SAFE | ADV | 3 МЕСТО    | 13, 14 — Финал                                            |
| Кэндис Куоко          | IN   | IN   | WIN  | HIGH | LOW  | IN   | IN   | WIN  | HIGH | LOW  | HIGH | HIGH | ADV | 4 МЕСТО    | 13, 14 — Финал                                            |
| Мерлин Лабиссьер      | HIGH | IN   | LOW  | IN   | HIGH | WIN  | IN   | IN   | LOW  | HIGH | OUT  |      |     |            | 11 — Подиум В 3D!, 12 — Раскатай Красную Ковровую дорожку |
| Сайша (Свапнил) Шинди | IN   | HIGH | HIGH | HIGH | HIGH | HIGH | LOW  | IN   | LOW  | OUT  |      |      |     |            | 10 — Все В Команде                                        |
| Лори Андервуд         | IN   | IN   | HIGH | IN   | LOW  | LOW  | IN   | LOW  | OUT  |      |      |      |     |            | 9 — Заставь Его Продать                                   |
| Линдси Крил           | IN   | IN   | HIGH | LOW  | LOW  | IN   | LOW  | OUT  |      |      |      |      |     |            | 8 — Бродвей Или Бюст                                      |
| Джозеф Чарльз Поли    | IN   | IN   | LOW  | IN   | HIGH | IN   | OUT  |      |      |      |      |      |     |            | 7 — От Кутюр                                              |
| Джейк Уолл            | IN   | IN   | HIGH | IN   | HIGH | LOW  | WD   |      |      |      |      |      |     |            | 7 — От Кутюр                                              |
| Блейк Паттерсон       | LOW  | HIGH | IN   | WIN  | HIGH | OUT  |      |      |      |      |      |      |     |            | 6 — Кружево До Конца                                      |
| Аманда Перна          | IN   | LOW  | LOW  | LOW  | OUT  |      |      |      |      |      |      |      |     |            | 5 — Ганн И Хайди                                          |
| Габриэль Арруда       | IN   | IN   | LOW  | OUT  |      |      |      |      |      |      |      |      |     |            | 4 — Модный Флип                                           |
| Ханмяо Янг            | LOW  | IN   | OUT  |      |      |      |      |      |      |      |      |      |     |            | 3 — Заткнись И Шей                                        |
| Дэвид Джиампикколо    | IN   | OUT  |      |      |      |      |      |      |      |      |      |      |     |            | 2 — Всё Дело В Карточках                                  |
| Дункан Чемберс-Уотсон | OUT  |      |      |      |      |      |      |      |      |      |      |      |     |            | 1 — Безумный Дэш Хаус                                     |

↑ : В 5 серии, несмотря на то, что судьи распределили наряды на те, которые им понравились и не понравились, во время обсуждения работ команды победителей, они выделили фаворитов (Эдмонд, Джейк и Свапнил). Аналогично, наряды, которые судьям понравились меньше всего были объявлены, когда Аманда, Кэндис, и Келли остались на подиуме, как тройка худших, в то время как Эшли, Лори и Линдси было сказано, что их балл позволяет им пройти дальше.
↑ : В 13 серии Тим Ганн использовал «Tim Gunn Save» для Эдмонда, тем самым отменяя его исключение.
↑ : Джейк снялся с соревнований после получения известия о том, что его собаку пришлось усыпить.
     Зелёный цвет и ПОБЕДИТЕЛЬ — дизайнер победил в Проекте Подиум.
     Тёмно-зелёный цвет и ADV — дизайнер допущен на неделю моды.
     Синий цвет и WIN — дизайнер победил в состязании.
     Бирюзовый цвет и HIGH — дизайнер набрал высокие баллы в состязании, но не выиграл.
     Светло-голубой и HIGH — дизайнер набрал высокие баллы.
     Оранжевый цвет и LOW — дизайнер был в двойке худших, но не был исключён.
     Розовый цвет и LOW — дизайнер набрал мало баллов, но они позволили ему не оказаться в двойке худших.
     Красный цвет и OUT — дизайнер выбыл из состязания, как показавший худший результат.
     Ярко-красный цвет и SAVE — дизайнер был исключен, но Тим спас его.
     Розовый цвет и WD — дизайнер сам покинул проект.

### Пятнадцатый сезон
Премьера пятнадцатого сезона состоялась 15 сентября 2016.
Участники сезона: Иан Харгров, Линда Маркус, Кимбер Ричардсон, Сара Донофрио, Алекс Снайдер, Таша Хендерсон, Брик Аллен, Дженни Риччетти, Наталья Джей-Маг и Декстер Симмонс, Ма-Джинг Вонг, Корнелиус Ортиз, Рик Вилла, Лоуренс Басс, Робери Парра и Эрин Робертсон.
Порядок исключения дизайнеров:
| Дизайнеры        | 1    | 2    | 3    | 4    | 5     | 6    | 7    | 82   | 9    | 10   | 11   | 12   | 13  | 14         | Названия эпизодов                                                      |
| ---------------- | ---- | ---- | ---- | ---- | ----- | ---- | ---- | ---- | ---- | ---- | ---- | ---- | --- | ---------- | ---------------------------------------------------------------------- |
| Эрин Робертсон   | WIN  | HIGH | WIN  | IN   | HIGH  | LOW  | LOW  | LOW  | LOW  | HIGH | WIN  | HIGH | ADV | ПОБЕДИТЕЛЬ | 13, 14 — Финал                                                         |
| Робери Парра     | LOW  | IN   | IN   | HIGH | LOW   | IN   | IN   | WIN  | HIGH | IN   | HIGH | WIN  | ADV | 2 МЕСТО    | 13, 14 — Финал                                                         |
| Лоуренс Басс     | IN   | WIN  | IN   | IN   | HIGH  | HIGH | WIN  | HIGH | IN   | IN   | LOW  | HIGH | ADV | 3 МЕСТО    | 13, 14 — Финал                                                         |
| Рик Вилла        | IN   | IN   | LOW  | WIN  | LOW   | HIGH | IN   | HIGH | WIN  | LOW  | HIGH | LOW  | ADV | 4 МЕСТО    | 13, 14 — Финал                                                         |
| Корнелиус Ортиз  | IN   | IN   | HIGH | IN   | LOW   | IN   | LOW  | SAFE | IN   | WIN  | LOW  | OUT  |     |            | 12 — Нетрадиционное путешествие                                        |
| Ма-Джинг Вонг    | IN   | IN   | LOW  | IN   | LOW   | IN   | IN   | IN   | HIGH | HIGH | OUT  |      |     |            | 11 — Смелые Инновации                                                  |
| Декстер Симмонс  | HIGH | IN   | IN   | IN   | WIN   | IN   | HIGH | LOW  | IN   | OUT  |      |      |     |            | 10 — Нетрадиционное путешествие Поездка Силы                           |
| Наталья Джей-Маг | IN   | IN   | IN   | IN   | LOW   | LOW  | HIGH | IN   | LOW  | OUT  |      |      |     |            | 10 — Нетрадиционное путешествие Поездка Силы                           |
| Дженни Риччетти  | IN   | IN   | HIGH | LOW  | HIGH1 | WIN  | IN   | IN   | OUT  |      |      |      |     |            | 9 — Жизнь Полна Сюрпризов                                              |
| Брик Аллен       | LOW  | LOW  | IN   | IN   | HIGH1 | IN   | OUT  |      |      |      |      |      |     |            | 7 — Добро Пожаловать В Городские Джунгли, 8 — Всплывающее окно проекта |
| Таша Хендерсон   | HIGH | IN   | IN   | LOW  | HIGH  | OUT  |      |      |      |      |      |      |     |            | 6 — В Моде Тоже Бывают Слёзы                                           |
| Алекс Снайдер    | IN   | HIGH | IN   | HIGH | OUT   |      |      |      |      |      |      |      |     |            | 5 — Здесь Нет «Я» В «Команде»                                          |
| Сара Донофрио    | IN   | IN   | IN   | OUT  |       |      |      |      |      |      |      |      |     |            | 4 — Плыви Или Тони                                                     |
| Кимбер Ричардсон | IN   | LOW  | OUT  |      |       |      |      |      |      |      |      |      |     |            | 3 — Чёрный Свет Или Дневной Свет?                                      |
| Линда Маркус     | IN   | OUT  |      |      |       |      |      |      |      |      |      |      |     |            | 2 — Просто Потрясающе!                                                 |
| Иан Харгров      | OUT  |      |      |      |       |      |      |      |      |      |      |      |     |            | 1 — Нетрадиционная Вечеринка По Случаю Запуска                         |

↑ : Несмотря на то, что наряд Брика и Дженни был в команде победителей, судьи посчитали его слабым.
↑ : Тим воспользовался своей привилегией (Tim Gunn Save) для Корнелиуса, тем самым отменяя его исключение.
     Зелёный цвет и ПОБЕДИТЕЛЬ — дизайнер победил в Проекте Подиум.
     Тёмно-зелёный цвет и ADV — дизайнер допущен на неделю моды.
     Синий цвет и WIN — дизайнер победил в состязании.
     Бирюзовый цвет и HIGH — дизайнер набрал высокие баллы в состязании, но не выиграл.
     Светло-голубой цвет и HIGH — дизайнер набрал высокие баллы.
     Розовый цвет и LOW — дизайнер получил низкие баллы, но они позволили ему/ей пройти дальше.
     Оранжевый цвет и LOW — дизайнер был в двойке худших, но не был исключён.
     Красный цвет и OUT — дизайнер выбыл из состязания, как показавший худший результат.
     Ярко-красный цвет и SAFE — дизайнер был исключен, но Тим спас его.

### Шестнадцатый сезон
Премьера шестнадцатого сезона состоялась 17 августа 2017.
Участники: Винсент ''ЧаЧа'' Ни, Синтелл МакДональд, Кудзанай Каридза, Дейонте Везер, Аарон Майерс, Саманта Рей, Шон Бьютендорп, Клер Бьютендорп, Батани Кхалфани и Эми Бонд, Майкл Брамбилла, Кенья Фриман, Маргарита Альварез, Брендон Ки, Айана Ифе и Кентаро Камейама.
Порядок исключения дизайнеров:
| Дизайнеры           | 1    | 2    | 3    | 4    | 5    | 6    | 7    | 8    | 9    | 10   | 11   | 12  | 13  | 14              | Названия эпизодов |
| ------------------- | ---- | ---- | ---- | ---- | ---- | ---- | ---- | ---- | ---- | ---- | ---- | --- | --- | --------------- | --- |
| Кентаро Камейама    | IN   | IN   | LOW  | HIGH | IN   | WIN  | HIGH | HIGH | IN   | LOW  | LOW  | ADV | ADV | ПОБЕДИТЕЛЬ      | 13, 14 — Финал, 12 — Есть Снежный Бизнес, Такой Как Швейный Бизнес, 11 — Мода Воина, 10 — Вождение Мисс Нетрадиционное, 9 — «Маленький» Авангард, 8 — Клиент В Пути, 7 — Окончательное Противостояние, 6 — Модели Вне Службы, 5 — Погружение В Добро И Зло, 4 — Мы Будем Спать В Одежде?, 3 — Прорыв В Инновациях!, 2 — Нетрадиционная Переработка Отходов, 1 — Один Размер Не Подходит Всем |
| Айана Ифе           | IN   | WIN  | IN   | IN   | IN   | IN   | IN   | IN   | HIGH | WIN  | HIGH | ADV | ADV | Второе место    | 13, 14 — Финал, 12 — Есть Снежный Бизнес, Такой Как Швейный Бизнес, 11 — Мода Воина, 10 — Вождение Мисс Нетрадиционное, 9 — «Маленький» Авангард, 8 — Клиент В Пути, 7 — Окончательное Противостояние, 6 — Модели Вне Службы, 5 — Погружение В Добро И Зло, 4 — Мы Будем Спать В Одежде?, 3 — Прорыв В Инновациях!, 2 — Нетрадиционная Переработка Отходов, 1 — Один Размер Не Подходит Всем |
| Брендон Кии         | HIGH | HIGH | WIN  | IN   | WIN  | IN   | HIGH | WIN2 | HIGH | HIGH | WIN  | ADV | ADV | Третье место    | 13, 14 — Финал, 12 — Есть Снежный Бизнес, Такой Как Швейный Бизнес, 11 — Мода Воина, 10 — Вождение Мисс Нетрадиционное, 9 — «Маленький» Авангард, 8 — Клиент В Пути, 7 — Окончательное Противостояние, 6 — Модели Вне Службы, 5 — Погружение В Добро И Зло, 4 — Мы Будем Спать В Одежде?, 3 — Прорыв В Инновациях!, 2 — Нетрадиционная Переработка Отходов, 1 — Один Размер Не Подходит Всем |
| Маргарита Альварез  | IN   | IN   | HIGH | IN   | IN   | LOW  | WIN  | LOW  | HIGH | HIGH | SAFE | ADV | ADV | Четвёртое место | 13, 14 — Финал, 12 — Есть Снежный Бизнес, Такой Как Швейный Бизнес, 11 — Мода Воина, 10 — Вождение Мисс Нетрадиционное, 9 — «Маленький» Авангард, 8 — Клиент В Пути, 7 — Окончательное Противостояние, 6 — Модели Вне Службы, 5 — Погружение В Добро И Зло, 4 — Мы Будем Спать В Одежде?, 3 — Прорыв В Инновациях!, 2 — Нетрадиционная Переработка Отходов, 1 — Один Размер Не Подходит Всем |
| Кенья Фриман        | HIGH | HIGH | IN   | LOW  | HIGH | HIGH | LOW  | HIGH | IN   | HIGH | HIGH | ADV | OUT |                 | |
| Майкл Брамбилла     | IN   | IN   | IN   | WIN  | HIGH | IN   | IN   | LOW  | WIN  | OUT  |      |     |     |                 | |
| Эми Бонд            | IN   | LOW  | IN   | IN   | IN   | IN   | LOW  | IN   | OUT3 |      |      |     |     |                 | |
| Батани Кхалфани     | LOW  | HIGH | HIGH | IN   | IN   | IN   | HIGH | OUT  | OUT  |      |      |     |     |                 | |
| Клер Бьютендорп     | IN   | LOW  | IN   | IN   | LOW  | LOW  | LOW  | DQ2  |      |      |      |     |     |                 | |
| Шон Бьютендорп      | LOW  | LOW  | IN   | HIGH | IN   | HIGH | WD1  |      |      |      |      |     |     |                 | |
| Саманта Рей         | IN   | LOW  | IN   | IN   | LOW  | OUT  |      |      |      |      |      |     |     |                 | |
| Аарон Майерс        | IN   | HIGH | IN   | LOW  | OUT  |      |      |      |      |      |      |     |     |                 | |
| Дейонте Везер       | WIN  | IN   | LOW  | OUT  |      |      |      |      |      |      |      |     |     |                 | |
| Кудзанай Каридза    | IN   | IN   | OUT  |      |      |      |      |      |      |      |      |     |     |                 | |
| Синтелл МакДональд  | IN   | OUT  |      |      |      |      |      |      |      |      |      |     |     |                 | |
| Винсент ''ЧаЧа'' Ни | OUT  |      |      |      |      |      |      |      |      |      |      |     |     |                 | |

↑ : Клер и Шон были проигравшей командой, но судьи не могли принять решение кого исключить, поэтому девушкам был дан дополнительный час на создание нового образа, чтобы определить кто отправится домой. Шон попросила Хайди покинуть проект, а также дать шанс её сестре. Хайди отправила Шон домой, а Клер осталась на проекте.
↑ : Клер была объявлена победителем в испытании, но была уличена в нарушении правил, за что её и дисквалифицировали. Из-за дисквалификации Клер, ранее принятое решение исключить Батани было оспорено и её вернули на проект. Приглашённая судья отдала свой голос Брэндону и он стал новым победителем в этом испытании.
↑ : Эми стала вторым дизайнером, который смог пройти так далеко, ни разу не набрав высокие баллы. Первым был Логан Нитзель из Шестого сезона. Эми заняла 7 место, Логан 6 место.
     Дизайнер победил в Проект Подиум 16.
     Дизайнер был допущен к Неделе Моды.
     Дизайнер выиграл испытание.
     Дизайнер набрал высокие баллы, но нн победил в испытании.
     Дизайнер набрал высокие баллы.
     Дизайнер набрал низкие баллы, но они позволили ему пройти дальше.
     Дизайнер оказался в двойке худших, но не был исключён .
     Дизайнер провалил испытание и покинул проект.
     Ярко-красный цвет и SAFE — дизайнер был исключен, но Тим спас его.
     Дизайнер был дисквалифицирован и покинул проект.
     Дизайнер покинул проект по собственному желанию.

### Семнадцатый сезон
Участниками 17 сезона стали: Кавана Бейкер, Фрэнки Льюис, Надин Ралифорд, Афа А Лу, Ковид Капур, Ракан Шамс Алдин, Соня Каспарян, Рене Хилл, Лила Орр, Венни Этайн, Джамал Остерхолм, Тесса Кларк, Бишми Кромарти, Гаро Спаро (Гэри Спампинато), Эстер Саншайн, Джоан «Себастьян» Грей.
Порядок исключения дизайнеров:
| Дизайнер                       | Эпизоды | Эпизоды | Эпизоды | Эпизоды | Эпизоды | Эпизоды | Эпизоды | Эпизоды | Эпизоды | Эпизоды | Эпизоды | Эпизоды | Эпизоды | Эпизоды    | Названия эпизодов                              |
| Дизайнер                       | 1       | 2       | 3       | 4       | 5       | 6       | 7       | 8       | 9 1     | 10 2    | 11      | 12      | 13 3    | 14         | Названия эпизодов                              |
| ------------------------------ | ------- | ------- | ------- | ------- | ------- | ------- | ------- | ------- | ------- | ------- | ------- | ------- | ------- | ---------- | ---------------------------------------------- |
| Джоан ''Себастьян'' Грей       | IN      | WIN     | HIGH    | IN      | IN      | IN      | IN      | IN      | IN      | HIGH    | WIN     | HIGH    | ADV     | Победитель | 14 — Нетрадиционное путешествие Финал, Часть 2 |
| Эстер Саншайн                  | IN      | IN      | WIN     | HIGH    | IN      | WIN     | LOW     | WIN     | IN      | IN      | LOW     | LOW     | ADV     | 2-е место  | 14 — Нетрадиционное путешествие Финал, Часть 2 |
| Гаро Спаро ''Гэри Спампинато'' | IN      | IN      | LOW     | IN      | HIGH    | HIGH    | IN      | HIGH    | WIN     | LOW     | HIGH    | WIN     | ADV     | 3-е место  | 14 — Нетрадиционное путешествие Финал, Часть 2 |
| Бишми Кромарти                 | IN      | IN      | IN      | IN      | WIN     | IN      | LOW     | HIGH    | HIGH    | WIN     | HIGH    | HIGH    | OUT     |            | 13 — Один День В Элль                          |
| Тесса Кларк                    | WIN     | HIGH    | IN      | IN      | IN      | HIGH    | IN      | IN      | LOW     | IN      | LOW     | OUT     |         |            | 12 — Искусство Моды                            |
| Джамал Остерхолм               | IN      | IN      | IN      | IN      | LOW     | LOW     | WIN     | LOW     | HIGH    | HIGH    | OUT     |         |         |            | 11 — Нью-Йорк — Город Мечты                    |
| Венни Этайн                    | HIGH    | IN      | IN      | IN      | HIGH    | LOW     | HIGH    | LOW     | LOW     | OUT     |         |         |         |            | 10 — Что Тебя Беспокоит?                       |
| Лила Орр                       | LOW     | IN      | IN      | IN      | IN      | IN      | HIGH    | IN      | OUT     |         |         |         |         |            | 9 — Швы Снова В деле                           |
| Рене Хилл                      | HIGH    | LOW     | IN      | WIN     | IN      | IN      | IN      | OUT     |         |         |         |         |         |            | 8 — Зажжём В Рио                               |
| Соня Каспарян                  | IN      | IN      | IN      | LOW     | IN      | IN      | OUT     |         |         |         |         |         |         |            | 7 — Элегантность — Хит Сезона                  |
| Ракан Шамс Алдин               | IN      | IN      | LOW     | HIGH    | LOW     | OUT     |         |         |         |         |         |         |         |            | 6 — Демонстрация Игры                          |
| Ковид Капур                    | IN      | LOW     | HIGH    | LOW     | OUT     |         |         |         |         |         |         |         |         |            | 5 — Высокая Мода Высокой Улицы                 |
| Афа А Лу                       | IN      | HIGH    | IN      | OUT     |         |         |         |         |         |         |         |         |         |            | 4 — Стильное Выживание                         |
| Надин Ралифорд                 | IN      | IN      | OUT     |         |         |         |         |         |         |         |         |         |         |            | 3 — Последний Писк Моды                        |
| Фрэнки Льюис                   | LOW     | OUT     |         |         |         |         |         |         |         |         |         |         |         |            | 2 — Будущее Уже Здесь                          |
| Кавана Бейкер                  | OUT     |         |         |         |         |         |         |         |         |         |         |         |         |            | 1 — Первые Впечатления                         |

↑ : Начиная с девятого эпизода иммунитет отменяется.
↑ : Несмотря на, что все дизайнеры были «в безопасности», их наряды поддались критике.
↑ : В эпизоде 13 выяснилось, что вместо четырех дизайнеров только три дизайнера смогут показать свою коллекцию на финале.
     Дизайнер победил в 17 сезоне проекта «Подиум».
     Дизайнер допущен к финалу.
     Дизайнер выиграл испытание.
     Дизайнер занял второе место, но не победил в испытании.
     Работа дизайнера набрала одни из наивысших баллов, но он не победил в испытании.
     Работа дизайнера набрала низкие баллы, но он не был исключен.
     Дизайнер был в двойке худших, но не покинул проект.
     Дизайнер был исключен за проигрыш в состязании.

### Восемнадцатый сезон
Участниками восемнадцатого сезона стали: Дженн Харков, Асма Биби, Вероника Шиффер, Алан Гонзалез, Тайлер Низлони, Мелани Трюгг, Шави Льюис, Дайонг Ким, Челси Картер, Делвин МакКрей, Бриттани Аллен, Маркиз Фостер, Виктория Кочиеру, Серхио Гуадаррама, Нэнси Фольпе-Берингер и Джеффри Мак.
Порядок исключения дизайнеров:
| Дизайнер              | Серии | Серии | Серии | Серии | Серии | Серии | Серии | Серии | Серии | Серии | Серии | Серии | Серии | Серии      | Названия эпизодов                                                 |
| Дизайнер              | 1 1   | 2     | 3     | 4     | 5     | 6     | 7     | 8 2   | 9 3   | 10    | 11 4  | 12 4  | 13    | 14         | Названия эпизодов                                                 |
| --------------------- | ----- | ----- | ----- | ----- | ----- | ----- | ----- | ----- | ----- | ----- | ----- | ----- | ----- | ---------- | ----------------------------------------------------------------- |
| Джеффри Мак           | HIGH  | LOW   | IN    | IN    | WIN   | IN    | IN    | LOW   | HIGH  | WIN   | LOW   | ADV   | ADV   | ПОБЕДИТЕЛЬ | 13, 14 — Финал                                                    |
| Нэнси Вольпе-Берингер | IN    | IN    | IN    | HIGH  | IN    | IN    | LOW   | HIGH  | LOW   | HIGH  | WIN   | ADV   | ADV   | 2-Е МЕСТО  | 13, 14 — Финал                                                    |
| Серхио Гуадаррама     | HIGH  | IN    | WIN   | IN    | LOW   | LOW   | IN    | WIN   | HIGH  | HIGH  | LOW   | ADV   | ADV   | 3-Е МЕСТО  | 13, 14 — Финал                                                    |
| Виктория Кочиеру      | IN    | HIGH  | HIGH  | WIN   | HIGH  | HIGH  | LOW   | LOW   | HIGH  | LOW   | HIGH  | ADV   | ADV   | 4-Е МЕСТО  | 13, 14 — Финал                                                    |
| Маркиз Фостер         | IN    | WIN   | IN    | LOW   | LOW   | IN    | OUT   | HIGH  | WIN   | IN    | LOW   | OUT   |       |            | 11 — План Олимпийских Игр 12 — Восход Авангардной Моды            |
| Бриттани Аллен        | WIN   | IN    | LOW   | IN    | HIGH  | IN    | WIN   | IN    | SAFE  | IN    | LOW   | OUT   |       |            | 11 — План Олимпийских Игр 12 — Восход Авангардной Моды            |
| Делвин МакКрей        | IN    | HIGH  | IN    | IN    | IN    | LOW   | HIGH  | IN    | LOW   | OUT   |       |       |       |            | 10 — Живи И Делай Тай-Дай                                         |
| Челси Картер          | IN    | IN    | IN    | HIGH  | IN    | WIN   | IN    | OUT   |       |       |       |       |       |            | 7 — Проект Подиум x Эшли Лонгшор, 8 — Чистый Гений 9 — Одень Себя |
| Дайонг Ким            | LOW   | IN    | IN    | IN    | IN    | HIGH  | HIGH  | WD    |       |       |       |       |       |            | 7 — Проект Подиум x Эшли Лонгшор, 8 — Чистый Гений 9 — Одень Себя |
| Шави Льюис            | IN    | IN    | HIGH  | LOW   | IN    | OUT   |       |       |       |       |       |       |       |            | 6 — Есть Только Один Ты                                           |
| Мелани Трюгг          | HIGH  | IN    | IN    | IN    | OUT   |       |       |       |       |       |       |       |       |            | 5 — Она Шьёт Необычно                                             |
| Тайлер Низлони        | IN    | LOW   | LOW   | OUT   |       |       |       |       |       |       |       |       |       |            | 4 — Окончательный Апцикл                                          |
| Алан Гонзалез         | LOW   | IN    | OUT   |       |       |       |       |       |       |       |       |       |       |            | 3 — Сани Взлетно-Посадочная Полоса                                |
| Вероника Шиффер       | IN    | OUT   |       |       |       |       |       |       |       |       |       |       |       |            | 2 — Кошки Городских Джунглей                                      |
| Асма Биби             | OUT   |       |       |       |       |       |       |       |       |       |       |       |       |            | 1 — Взлетать                                                      |
| Дженн Харков          | OUT   |       |       |       |       |       |       |       |       |       |       |       |       |            | 1 — Взлетать                                                      |

↑  Асма и Дженн, проигравшая пара, была исключена после долгой дискуссии судей.
↑  Из-за проблем со здоровьем Дайонг пришлось покинуть проект. Раннее исключённый дизайнер, Маркиз, был возвращён.
↑  Кристиан Сириано решил «спасти» Бриттани, используя Siriano Save.
↑  В одиннадцатой серии ни один дизайнер не выбыл, потому что судьи решили, что работы всех дизайнеров были отличны. Поэтому было оглашено, что в следующей серии исключат двух дизайнеров.
     Дизайнер выиграл 18 сезон Проекта «Подиум».
     Дизайнер допущен к финалу.
     Дизайнер победил в задании.
     Дизайнер занял второе место в задании.
     Наряд дизайнера набрал высокие баллы, но он не победил.
     Дизайнер набрал низкие баллы, но не был исключен.
     Дизайнер был в двойке худших, но не был исключен.
     Дизайнер проиграл и покинул проект.
     Дизайнер проиграл, но Кристиан Сириано оставил его/её на проекте, используя «Siriano Save»
     Дизайнер добровольно покинул проект. Это второй раз за историю Проекта «Подиум», когда дизайнер выбыл по медицинским показаниям.
     Дизайнер был дисквалифицирован и покинул проект.

### Девятнадцатый сезон
27 февраля 2020 года открылся кастинг 19 сезона. Премьера девятнадцатого сезона состоится 14 октября 2021 года, в нем примут участие 16 дизайнеров. Сириано вернется в качестве наставника, а Гарсия, Максвелл и Велтерот также вернутся в качестве судей. Клосс не вернется в качестве ведущей, но будет время от времени появляться в течение сезона.
Перед премьерой 19-го сезона в интернет-мини-сериале Project Runway Redemption участвовали восемь ранее выбывших участников, которые боролись за приз в размере 25 тысяч долларов. В сериале участвовали восемь ранее выбывших участников из 17 и 18 сезонов (Фрэнки Льюис, Афа А Лу, Ковид Капур, Тесса Кларк, Бишми Кромарти, Дайонг Ким, Делвин МакКрей, Нэнси Вольпе-Берингер). В первых четырех эпизодах были соревнования лицом к лицу, победитель получил место в финале, где победитель финала получит главный приз.
Проект Подиум Искупление
| Эпизод | Дизайнеры                                              | Челлендж                                                                 | Победитель               |
| ------ | ------------------------------------------------------ | ------------------------------------------------------------------------ | ------------------------ |
| 1      | Афа А Лу Делвин МакКрей                                | Вечерний образ с использованием только 100 % хлопчатобумажного материала | Делвин МакКрей           |
| 2      | Фрэнки Льюис Тесса Кларк                               | Редакторский наряд, подходящий для обложки журнала                       | Фрэнки Льюис             |
| 3      | Бишми Кромарти Нэнси Вольпе-Берингер                   | Наряд в полный рост с использованием нескольких смешанных принтов        | Бишми Кромарти           |
| 4      | Дайонг Ким Ковид Капур                                 | Образ, вдохновлённый самым счастливым днём дизайнера                     | Ковид Капур              |
| 5      | Делвин МакКрей Фрэнки Льюис Бишми Кромарти Ковид Капур | Модный образ, вдохновлённый их собственной детской фотографией           | Бишми Кромарти ($25,000) |

Участниками девятнадцатого сезона стали: Октавио Агилар, Даррен Аполонио, Кеннет Бэрлис, Кейси Блэк, Корал Кастильо, Мег Фергюсон, Прадже Оскар Жан-Баптист, Боунс Джонс, Кристина Харлашкина, Кэти Кортман, Шанталь Лакайо, Аарон Майкл, Чейсити Сириал, Зейден Шкипер, Сабрина Спанта и Анна Юнан Чжоу.
Дизайнер Шанталь Лакайо была финалистом 1 сезона Проекта Подиум Латинская Америка.
Порядок исключения дизайнеров:
| Дизайнер                 | Серии | Серии | Серии | Серии | Серии | Серии | Серии | Серии | Серии | Серии | Серии | Серии | Серии | Серии           | Названия эпизодов                           |
| Дизайнер                 | 1     | 2     | 3     | 4     | 5     | 6     | 7     | 8     | 9     | 103   | 113   | 12    | 13    | 14              | Названия эпизодов                           |
| ------------------------ | ----- | ----- | ----- | ----- | ----- | ----- | ----- | ----- | ----- | ----- | ----- | ----- | ----- | --------------- | ------------------------------------------- |
| Шанталь Лакайо           | IN    | IN    | IN    | WIN   | HIGH  | IN    | SAFE  | IN    | WIN   | WIN   | IN    | WIN   | ADV   | Победитель      | 14 — Финал 13 — Небо — Это Предел           |
| Чейсити Сириал           | LOW   | IN    | WIN   | IN    | IN    | IN    | WIN   | HIGH  | LOW   | LOW   | WIN   | LOW   | ADV   | Второе место    | 14 — Финал 13 — Небо — Это Предел           |
| Корал Кастильо           | IN    | IN    | IN    | IN    | IN    | HIGH  | HIGH  | LOW   | IN    | IN    | LOW   | HIGH  | ADV   | Третье место    | 14 — Финал 13 — Небо — Это Предел           |
| Кристина Харлашкина      | IN    | HIGH  | IN    | HIGH  | IN    | WIN   | LOW   | WIN   | HIGH  | LOW   | HIGH  | LOW   | ADV   | Четвёртое место | 14 — Финал 13 — Небо — Это Предел           |
| Боунс Джонс              | WIN   | IN    | LOW   | IN    | HIGH  | LOW   | HIGH  | IN    | IN    | IN    | IN    | OUT   |       |                 | 12 — Модель Как Муза                        |
| Аарон Майкл              | IN    | HIGH  | IN    | IN    | HIGH  | IN    | HIGH  | HIGH  | HIGH  | HIGH  | OUT   |       |       |                 | 11 — Коллаборация с Высокими Волосами       |
| Анна Юнан Чжоу           | IN    | IN    | HIGH  | IN    | WIN   | IN    | LOW   | IN    | LOW   | OUT   |       |       |       |                 | 10 — Домохозяйки                            |
| Прадже Оскар Жан-Баптист | IN    | WIN   | IN    | HIGH  | LOW   | HIGH  | HIGH  | LOW   | OUT   |       |       |       |       |                 | 9 — Последняя Капля                         |
| Октавио Агилар           | HIGH  | IN    | HIGH  | IN    | LOW   | HIGH  | LOW   | OUT   |       |       |       |       |       |                 | 8 — Диванная Мода 7 — У Тебя Настоящий Мех? |
| Зейден Шкипер            | IN    | HIGH  | LOW   | IN    | IN    | LOW   | HIGH  | OUT   |       |       |       |       |       |                 | 8 — Диванная Мода 7 — У Тебя Настоящий Мех? |
| Кэти Кортман             | IN    | LOW   | IN2   | LOW   | LOW   | OUT   |       |       |       |       |       |       |       |                 | 6 — Мода Вернулась, Детка!                  |
| Сабрина Спанта           | LOW   | IN    | IN    | LOW   | OUT   |       |       |       |       |       |       |       |       |                 | 5 — Идите За Золотыми… Блёстками            |
| Даррен Аполонио          | HIGH  | LOW   | IN    | OUT   |       |       |       |       |       |       |       |       |       |                 | 4 — Цветочная Сила                          |
| Кеннет Бэрлис            | IN    | LOW   | OUT   |       |       |       |       |       |       |       |       |       |       |                 | 3 — Если Ты Схватил Это, Преследуй Это      |
| Мег Фергюсон             | IN    | WD1   |       |       |       |       |       |       |       |       |       |       |       |                 | 2 — #УЛИЧНАЯОДЕЖДА                          |
| Кейси Блэк               | OUT   |       |       |       |       |       |       |       |       |       |       |       |       |                 | 1 — Красочное Возвращение                   |

↑  По соображениям психического здоровья Мег покинула проект по собственному желанию, тем самым спасая Даррена, Кэти и Кеннета от возможного исключения.
↑  Хотя образ Кэти набрал достаточно баллов чтобы она прошла дальше, судьи дали ей понять, что им понравилась её работа.
↑  Несмотря на то, что два дизайнера были отмечены как безопасные, каждому дизайнеру была дана критика.
     Дизайнер выиграл 19 сезон Проекта «Подиум».
     Дизайнер допущен к финалу.
     Дизайнер победил в задании.
     Дизайнер занял второе место в задании.
     Наряд дизайнера набрал высокие баллы, но он не победил.
     Дизайнер набрал низкие баллы, но не был исключен.
     Дизайнер был в двойке худших, но не был исключен.
     Дизайнер проиграл и покинул проект.
     Дизайнер проиграл, но Кристиан Сириано оставил его/её на проекте, используя «Siriano Save»
     Дизайнер добровольно покинул проект.

## Интернациональные версиипередачи
| Страна                        | Оригинальное название                                          | Ведущий                                            | Телеканал                               | Премьера                                             | Постоянные судьи | Количество сезонов |
| ----------------------------- | -------------------------------------------------------------- | -------------------------------------------------- | --------------------------------------- | ---------------------------------------------------- | --- | ------------------ |
| Объединённые Арабские Эмираты | بروجكت فيشن المصمم العربي Project Fashion- Al Musamim Al Arabi | Норма Наоум                                        | Future TV                               | 2006                                                 | - Норма Наоум - Мария Азиз - Рабих Кейроуз (наставник) | 2                  |
| Австралия                     | Project Runway Australia                                       | Кристи Хинз                                        | Arena                                   | 15 сентября, 2008                                    | - Джейсон Брандсон - Сара Гейл - Генри Рот (наставник) | 3                  |
| Бельгия                       | Project Runway Belgium                                         |                                                    | VTM                                     | 2008                                                 | | 3                  |
| Бразилия                      | Projeto Runway                                                 | Ана Хикман                                         | Rede Record                             |                                                      | готовится к выпуску |                    |
| Канада                        | Project Runway Canada                                          | Иман                                               | Slice Global                            | 8 октября, 2007                                      | - Шон Хьюсон - Рита Силван - Брайан Бэйли (наставник) | 2                  |
| Финляндия                     | Muodin huipulle                                                | Минна Ченг                                         | MTV3                                    | 1 ноября, 2009                                       | - Минна Ченг - Ансси Туупайнен - Яако Селин (наставник) | 1                  |
| Гонконг                       | 時裝世界精英大獎 Fashion World Talent Awards                   |                                                    |                                         | 2009                                                 | - Тина Лиу - Джуди Манн - Винг Шья |                    |
| Израиль                       | פרויקט מסלול Proyekt Maslul                                    | Шираз Тал                                          | TVA                                     | 17 июня, 2009                                        | - Вей Блеиш - Сазон Кедем - Гал Афел (наставник) | 1                  |
| Малайзия                      | Project Runway Malaysia                                        | Берни Чан                                          | 8TV                                     | 3 августа, 2007                                      | - Берни Чан - Датук Бернард Чандран | 1                  |
| Нидерланды                    | Project Catwalk                                                | Рената Вербаан Никки Плессен                       | RTL 5                                   | 8 октября, 2007                                      | - Симона Дерни - Сесиль Наринкс - Дерил ван Воу (наставник)                                                                                                   |                    |
| Норвегия                      | Designerspirene                                                | Вендела Кирсебом                                   | TV3                                     | 26 февраля, 2007                                     | - Вендела Кирсебом - Питер Лехстеер - Питер Миддлтон - Уильям Дженсен (наставник)                                                                             | 1                  |
| Филиппины                     | Project Runway Philippines                                     | Тереса Эррера                                      | ETC SBN 21                              | 30 июля, 2008                                        | - Эпплз Аберин-Садвани - Рахо Лауэл - Хохи Льорен (mentor) | 1                  |
| Португалия                    | Projecto Moda                                                  | Найма Мингас                                       | RTP1                                    | 25 июля, 2010                                        | - Мануэль Алвез - Фатима Котта - Кристина Пинхо - Пауло Гомес (наставник)                                                                                     | 1                  |
| Южная Корея                   | 프로젝트 런웨이 코리아 Project Runway Korea                    | Ли Со-Ра                                           | TVA                                     | 7 февраля, 2009                                      | - Шин Ю-Джин - Ким Сеок-вон - Кан Хо-суп (наставник) | 5                  |
| Турция                        | Proje Moda                                                     | Гузида Дюран                                       | Star TV                                 | 9 июля, 2007                                         | - Семил Ипекци - Ишин Гормюш - Мурат Сютер (наставник) |                    |
| Великобритания                | Project Catwalk                                                | Элизабет Хёрли (сезон 1) Келли Осборн (сезоны 2-3) | Sky One                                 | 2006-2008                                            | - Джулиен МакДональд - Элизабет Хёрли (сезон 1) - Лоррейн Кенди (сезон 1) - Пола Рид (сезоны 2-3) - Бен де Лиси (наставник)                                   | 3                  |
| Россия                        | Проект Подиум (сезон 1) Проект Подиум (сезон 2)                | Анна Седокова (сезон 1) Мария Миногарова (сезон 2) | MTV Россия (сезон 1) Пятница! (сезон 2) | 8 октября, 2011 (сезон 1) 18 октября, 2018 (сезон 2) | - Елена Сотникова (сезон 1) - Леонид Алексеев (сезон 1) - Павел Каплевич (наставник; сезон 1) - Валентин Юдашкин (сезон 2) - Тим Ильясов (наставник; сезон 2) | 2                  |
| Украина                       | Подіум                                                         | Наталья Гоций                                      | Новый канал                             | 2019                                                 | - Ольга Слонь - Иван Супрун - Лилия Литковская или Катя Сильченко - Жан Грицфельдт (наставник)                                                                | 1                  |